# Az Egyesült Német Csapat az 1964. évi nyári olimpiai játékokon
Az Egyesült Német Csapat a japán Tokióban megrendezett 1964. évi nyári olimpiai játékokon az NDK és az NSZK közös csapata volt. Az Egyesült Német Csapat a játékokon 19 sportágban 337 sportolóval képviseltette magát, akik összesen 50 érmet szereztek.

## Érmesek
| Érem  | Versenyző | Sportág      | Versenyszám                    |
| ----- | --- | ------------ | ------------------------------ |
| Arany | Willi Holdorf | Atlétika     | Férfi tízpróba                 |
| Arany | Karin Balzer | Atlétika     | Női 80 m gát                   |
| Arany | Bernhard Britting Egbert Hirschfelder Peter Neusel Jürgen Oelke Joachim Werner | Evezés       | Férfi kormányos négyes         |
| Arany | Jürgen Eschert | Kajak-kenu   | Férfi kenu egyes 1000 m        |
| Arany | Roswitha Esser Annemarie Zimmermann | Kajak-kenu   | Női kajak kettes 500 m         |
| Arany | Lothar Claesges Karl Heinz Henrichs Karl Link Ernst Streng | Kerékpározás | Férfi csapat üldözőverseny     |
| Arany | Harry Boldt Reiner Klimke Josef Neckermann | Lovaglás     | Csapat díjlovaglás             |
| Arany | Kurt Jarasinski Hermann Schridde Hans Günter Winkler | Lovaglás     | Csapat díjugratás              |
| Arany | Ingrid Krämer | Műugrás      | Női egyéni műugrás             |
| Arany | Wilhelm Kuhweide | Vitorlázás   | Finn dingi                     |
| Ezüst | Harald Norpoth | Atlétika     | Férfi 5000 m                   |
| Ezüst | Dieter Lindner | Atlétika     | Férfi 20 km gyaloglás          |
| Ezüst | Wolfgang Reinhardt | Atlétika     | Férfi rúdugrás                 |
| Ezüst | Renate Culmberger | Atlétika     | Női súlylökés                  |
| Ezüst | Ingrid Lotz | Atlétika     | Női diszkoszvetés              |
| Ezüst | Klaus Rost | Birkózás     | Szabadfogás, 70 kg             |
| Ezüst | Wolfgang Hofmann | Cselgáncs    | Középsúly                      |
| Ezüst | Achim Hill | Evezés       | Férfi egypárevezős             |
| Ezüst | Klaus Aeffke Thomas Ahrens Klaus Behrens Klaus Bittner Karl-Heinrich von Groddeck Horst Meyer Jürgen Plagemann Jürgen Schröder Hans-Jürgen Wallbrecht | Evezés       | Férfi nyolcas                  |
| Ezüst | Günter Perleberg Bernhard Schulze Friedhelm Wentzke Holger Zander | Kajak-kenu   | Férfi kajak négyes 1000 m      |
| Ezüst | Harry Boldt | Lovaglás     | Egyéni díjlovaglás             |
| Ezüst | Hermann Schridde | Lovaglás     | Egyéni díjugratás              |
| Ezüst | Ingrid Krämer | Műugrás      | Női egyéni toronyugrás         |
| Ezüst | Emil Schulz | Ökölvívás    | Középsúly                      |
| Ezüst | Hans Huber | Ökölvívás    | Nehézsúly                      |
| Ezüst | Birgit Radochla | Torna        | Női ugrás                      |
| Ezüst | Frank Wiegand | Úszás        | Férfi 400 m gyors              |
| Ezüst | Uwe Jacobsen Hans-Joachim Klein Horst Löffler Frank Wiegand | Úszás        | Férfi 4 × 100 m gyorsváltó     |
| Ezüst | Horst-Günter Gregor Gerhard Hetz Hans-Joachim Klein Frank Wiegand | Úszás        | Férfi 4 × 200 m gyorsváltó     |
| Ezüst | Horst-Günter Gregor Egon Henninger Hans-Joachim Klein Ernst-Joachim Küppers | Úszás        | Férfi 4 × 100 m vegyes váltó   |
| Ezüst | Peter Ahrendt Wilfried Lorenz Ulrich Mense | Vitorlázás   | Sárkányhajó                    |
| Ezüst | Helga Mees | Vívás        | Női tőr, egyéni                |
| Bronz | Klaus Lehnertz | Atlétika     | Férfi rúdugrás                 |
| Bronz | Uwe Beyer | Atlétika     | Férfi kalapácsvetés            |
| Bronz | Hans-Joachim Walde | Atlétika     | Férfi tízpróba                 |
| Bronz | Lothar Metz | Birkózás     | Kötöttfogás, 87 kg             |
| Bronz | Heinz Kiehl | Birkózás     | Kötöttfogás, 97 kg             |
| Bronz | Wilfried Dietrich | Birkózás     | Kötöttfogás, +97 kg            |
| Bronz | Klaus Glahn | Cselgáncs    | Nyílt                          |
| Bronz | Wolfgang Hottenrott Michael Schwan | Evezés       | Férfi kormányos nélküli kettes |
| Bronz | Heinz Büker Holger Zander | Kajak-kenu   | Férfi kajak kettes 1000 m      |
| Bronz | Willi Fuggerer Klaus Kobusch | Kerékpározás | Férfi kétüléses tandem         |
| Bronz | Nemzeti válogatott Wolfgang Barthels Bernd Bauchspiess Dieter Engelhardt Otto Frässdorf Henning Frenzel Manfred Geisler Jürgen Heinsch Gerhard Körner Klaus Lisiewicz Jürgen Nöldner Herbert Pankau Peter Rock Klaus-Dieter Seehaus Hermann Stöcker Werner Unger Klaus Urbanczyk Eberhard Vogel Manfred Walter Horst Weigang | Labdarúgás   | Férfi                          |
| Bronz | Fritz Ligges | Lovaglás     | Egyéni lovastusa               |
| Bronz | Horst Karsten Fritz Ligges Gerhard Schulz | Lovaglás     | Csapat lovastusa               |
| Bronz | Heinz Schulz | Ökölvívás    | Pehelysúly                     |
| Bronz | Siegfried Fülle Philipp Fürst Erwin Koppe Klaus Köste Günter Lyhs Peter Weber | Torna        | Férfi csapat összetett         |
| Bronz | Hans-Joachim Klein | Úszás        | Férfi 100 m gyors              |
| Bronz | Gerhard Hetz | Úszás        | Férfi 400 m vegyes             |
| Bronz | Helga Mees Heidi Schmid Rosemarie Scherberger Gudrun Theuerkauff | Vívás        | Női tőr, csapat                |

## Atlétika
Férfi
| Versenyző                                                       | Versenyszám     | Előfutam      | Előfutam      | Előfutam      | Negyeddöntő | Negyeddöntő | Negyeddöntő | Elődöntő | Elődöntő | Elődöntő | Döntő   | Döntő    |
| Versenyző                                                       | Versenyszám     | Idő           | Hely.         | Össz.         | Idő         | Hely.       | Össz.       | Idő      | Hely.    | Össz.    | Idő     | Helyezés |
| --------------------------------------------------------------- | --------------- | ------------- | ------------- | ------------- | ----------- | ----------- | ----------- | -------- | -------- | -------- | ------- | -------- |
| Manfred Knickenberg                                             | 100 m           | 10,74         | 4.            | 35.**         | kiesett     | kiesett     | kiesett     | kiesett  | kiesett  | kiesett  | kiesett | kiesett  |
| Fritz Obersiebrasse                                             | 100 m           | 10,47         | 1.            | 3.            | 10,44       | 3.          | 9.*         | 10,68    | 8.       | 16.      | kiesett | kiesett  |
| Heinz Schumann                                                  | 100 m           | 10,52         | 1.            | 9.*           | 10,55       | 4.          | 19.         | 10,30    | 4.       | 4.       | 10,46   | 5.       |
| Heinz Schumann                                                  | 200 m           | 21,09         | 1.            | 6.            | 21,25       | 3.          | 8.          | 21,18    | 6.       | 13.      | kiesett | kiesett  |
| Heinz Erbstößer                                                 | 200 m           | 21,40         | 5.            | 21.           | kiesett     | kiesett     | kiesett     | kiesett  | kiesett  | kiesett  | kiesett | kiesett  |
| Friedrich Roderfeld                                             | 200 m           | 21,58         | 3.            | 32.*          | 22,29       | 8.          | 31.         | kiesett  | kiesett  | kiesett  | kiesett | kiesett  |
| Jörg Jüttner                                                    | 400 m           | 47,06         | 3.            | 18.           | 47,22       | 4.          | 17.*        | 46,78    | 5.       | 10.      | kiesett | kiesett  |
| Jürgen Kalfelder                                                | 400 m           | 47,77         | 6.            | 36.           | kiesett     | kiesett     | kiesett     | kiesett  | kiesett  | kiesett  | kiesett | kiesett  |
| Johannes Schmitt                                                | 400 m           | 46,90         | 5.            | 14.           | 47,24       | 6.          | 20.         | kiesett  | kiesett  | kiesett  | kiesett | kiesett  |
| Dieter Bogatzki                                                 | 800 m           | 1:50,3        | 1.            | 25.           |             |             |             | 1:46,9   | 3.       | 3.*      | 1:47,2  | 7.       |
| Manfred Kinder                                                  | 800 m           | 1:49,5        | 1.            | 12.*          |             |             |             | 1:47,9   | 3.       | 15.      | kiesett | kiesett  |
| Manfred Matuschewski                                            | 800 m           | 1:50,0        | 4.            | 21.*          |             |             |             | 1:47,3   | 4.       | 8.*      | kiesett | kiesett  |
| Wolf-Dieter Holtz                                               | 1500 m          | 3:46,6        | 2.            | 18.           |             |             |             | 3:42,3   | 6.       | 12.      | kiesett | kiesett  |
| Jürgen May                                                      | 1500 m          | 3:44,2        | 2.            | 7.            |             |             |             | 3:46,8   | 8.       | 15.      | kiesett | kiesett  |
| Siegfried Valentin                                              | 1500 m          | 3:44,9        | 6.            | 11.           |             |             |             | kiesett  | kiesett  | kiesett  | kiesett | kiesett  |
| Manfred Letzerich                                               | 5000 m          | 14:06,2       | 8.            | 17.           |             |             |             |          |          |          | kiesett | kiesett  |
| Harald Norpoth                                                  | 5000 m          | 14:11,6       | 3.            | 23.           |             |             |             |          |          |          | 13:49,6 |          |
| Lutz Philipp                                                    | 5000 m          | 14:15,2       | 8.            | 28.           |             |             |             |          |          |          | kiesett | kiesett  |
| Arthur Hannemann                                                | 10 000 m        |               |               |               |             |             |             |          |          |          | 30:56,6 | 27.      |
| Siegfried Herrmann                                              | 10 000 m        |               |               |               |             |             |             |          |          |          | 29:27,0 | 11.      |
| Siegfried Rothe                                                 | 10 000 m        |               |               |               |             |             |             |          |          |          | 30:04,6 | 20.      |
| Hinrich John                                                    | 110 m gát       | 14,39         | 3.            | 12.           |             |             |             | 14,14    | 5.       | 9.       | kiesett | kiesett  |
| Werner Trzmiel                                                  | 110 m gát       | 14,38         | 5.            | 11.           |             |             |             | kiesett  | kiesett  | kiesett  | kiesett | kiesett  |
| Christian Voigt                                                 | 110 m gát       | 15,19         | 7.            | 33.           |             |             |             | kiesett  | kiesett  | kiesett  | kiesett | kiesett  |
| Horst Gieseler                                                  | 400 m gát       | nem ért célba | nem ért célba | nem ért célba |             |             |             | kiesett  | kiesett  | kiesett  | kiesett | kiesett  |
| Ferdinand Haas                                                  | 400 m gát       | 52,2          | 3.            | 17.           |             |             |             | 51,6     | 6.       | 13.      | kiesett | kiesett  |
| Joachim Singer                                                  | 400 m gát       | 52,1          | 4.            | 16.           |             |             |             | kiesett  | kiesett  | kiesett  | kiesett | kiesett  |
| Alfred Döring                                                   | 3000 m akadály  | 8:43,2        | 6.            | 11.           |             |             |             |          |          |          | kiesett | kiesett  |
| Rainer Dörner                                                   | 3000 m akadály  | 8:55,0        | 6.            | 19.           |             |             |             |          |          |          | kiesett | kiesett  |
| Dieter Hartmann                                                 | 3000 m akadály  | 9:09,2        | 8.            | 26.           |             |             |             |          |          |          | kiesett | kiesett  |
| Heinrich Hagen                                                  | Maraton         |               |               |               |             |             |             |          |          |          | 2:26:39 | 24.      |
| Gerhard Hönicke                                                 | Maraton         |               |               |               |             |             |             |          |          |          | 2:33:23 | 38.      |
| Manfred Naumann                                                 | Maraton         |               |               |               |             |             |             |          |          |          | 2:33:42 | 39.      |
| Dieter Lindner                                                  | 20 km gyaloglás |               |               |               |             |             |             |          |          |          | 1:31:13 |          |
| Hans-Georg Reimann                                              | 20 km gyaloglás |               |               |               |             |             |             |          |          |          | 1:34:51 | 12.      |
| Gerhard Sperling                                                | 20 km gyaloglás |               |               |               |             |             |             |          |          |          | 1:33:15 | 9.       |
| Christoph Höhne                                                 | 50 km gyaloglás |               |               |               |             |             |             |          |          |          | 4:17:41 | 6.       |
| Burkhard Leuschke                                               | 50 km gyaloglás |               |               |               |             |             |             |          |          |          | 4:15:26 | 4.       |
| Kurt Sakowski                                                   | 50 km gyaloglás |               |               |               |             |             |             |          |          |          | 4:20:31 | 8.       |
| Heinz Erbstößer Rainer Berger Peter Wallach Volker Löffler      | 4 × 100 m váltó | 40,21         | 3.            | 9.            |             |             |             | 40,16    | 5.       | 9.       | kiesett | kiesett  |
| Jörg Jüttner Hans-Ulrich Schulz Johannes Schmitt Manfred Kinder | 4 × 400 m váltó | 3:04,9        | 2.            | 2.            |             |             |             |          |          |          | 3:04,3  | 5.       |

| Versenyző             | Versenyszám   | Selejtező | Selejtező | Döntő    | Döntő    |
| Versenyző             | Versenyszám   | Eredmény  | Helyezés  | Eredmény | Helyezés |
| --------------------- | ------------- | --------- | --------- | -------- | -------- |
| Ralf Drecoll          | Magasugrás    | 206 cm    | 19.       | 209 cm   | 6.*      |
| Rudolf Köppen         | Magasugrás    | 206 cm    | 18.       | 200 cm   | 19.      |
| Wolfgang Schillkowski | Magasugrás    | 206 cm    | 16.       | 206 cm   | 17.      |
| Klaus Lehnertz        | Rúdugrás      | 460 cm    | 13.       | 500 cm   |          |
| Manfred Preußger      | Rúdugrás      | 460 cm    | 14.       | 500 cm   | 4.       |
| Wolfgang Reinhardt    | Rúdugrás      | 460 cm    | 4.****    | 505 cm   |          |
| Klaus Beer            | Távolugrás    | 727 cm    | 21.       | kiesett  | kiesett  |
| Wolfgang Klein        | Távolugrás    | 759 cm    | 6.        | 715 cm   | 10.      |
| Hans-Helmut Trense    | Távolugrás    | 730 cm    | 18.       | kiesett  | kiesett  |
| Manfred Hinze         | Hármasugrás   | 16,23 m   | 3.        | 16,15 m  | 6.       |
| Günter Krivec         | Hármasugrás   | 15,78 m   | 14.       | kiesett  | kiesett  |
| Hans-Jürgen Rückborn  | Hármasugrás   | 15,88 m   | 8.        | 16,09 m  | 8.       |
| Heinfried Birlenbach  | Súlylökés     | 17,77 m   | 14.       | kiesett  | kiesett  |
| Dieter Hoffmann       | Súlylökés     | 17,82 m   | 13.       | 17,11 m  | 12.      |
| Rudolf Langer         | Súlylökés     | 17,90 m   | 9.        | 17,29 m  | 11.      |
| Fritz Kühl            | Diszkoszvetés | 53,53 m   | 13.       | kiesett  | kiesett  |
| Hartmut Losch         | Diszkoszvetés | 56,46 m   | 6.        | 52,08 m  | 11.      |
| Lothar Milde          | Diszkoszvetés | 53,39 m   | 14.       | kiesett  | kiesett  |
| Uwe Beyer             | Kalapácsvetés | 65,01 m   | 7.        | 68,09 m  |          |
| Johann Fahsl          | Kalapácsvetés | 62,35 m   | 16.       | kiesett  | kiesett  |
| Martin Lotz           | Kalapácsvetés | 61,88 m   | 18.       | kiesett  | kiesett  |
| Rolf Herings          | Gerelyhajítás | 72,47 m   | 11.       | 74,72 m  | 7.       |
| Hermann Salomon       | Gerelyhajítás | 71,92 m   | 14.       | kiesett  | kiesett  |
| Hans Schenk           | Gerelyhajítás | 72,55 m   | 10.       | 69,82 m  | 12.      |

| Versenyző          | Versenyszám | 100 m | 100 m | Távolugrás | Távolugrás | Súlylökés | Súlylökés | Magasugrás | Magasugrás | 400 m | 400 m | 110 m gát | 110 m gát | Diszkoszvetés | Diszkoszvetés | Rúdugrás | Rúdugrás | Gerelyhajítás | Gerelyhajítás | 1500 m | 1500 m | Végeredmény | Végeredmény |
| Versenyző          | Versenyszám | Idő   | Pont  | Eredmény   | Pont       | Eredmény  | Pont      | Eredmény   | Pont       | Idő   | Pont  | Idő       | Pont      | Eredmény      | Pont          | Eredmény | Pont     | Eredmény      | Pont          | Idő    | Pont   | Pont        | Helyezés    |
| ------------------ | ----------- | ----- | ----- | ---------- | ---------- | --------- | --------- | ---------- | ---------- | ----- | ----- | --------- | --------- | ------------- | ------------- | -------- | -------- | ------------- | ------------- | ------ | ------ | ----------- | ----------- |
| Horst Beyer        | Tízpróba    | 11,2  | 756   | 702 cm     | 824        | 14,32 m   | 747       | 190 cm     | 769        | 49,8  | 814   | 15,2      | 827       | 45,17 m       | 784           | 380 cm   | 754      | 58,17 m       | 738           | 4:23,6 | 634    | 7647        | 6.          |
| Willi Holdorf      | Tízpróba    | 10,7  | 879   | 700 cm     | 820        | 14,95 m   | 786       | 184 cm     | 716        | 48,2  | 889   | 15,0      | 848       | 46,05 m       | 801           | 420 cm   | 859      | 57,37 m       | 728           | 4:34,3 | 561    | 7887        |             |
| Hans-Joachim Walde | Tízpróba    | 11,0  | 804   | 721 cm     | 863        | 14,45 m   | 756       | 196 cm     | 822        | 49,5  | 829   | 15,3      | 817       | 43,15 m       | 747           | 410 cm   | 832      | 62,90 m       | 796           | 4:37,0 | 543    | 7809        |             |

Női
| Versenyző                                                        | Versenyszám     | Előfutam         | Előfutam         | Előfutam         | Negyeddöntő | Negyeddöntő | Negyeddöntő | Elődöntő | Elődöntő | Elődöntő | Döntő   | Döntő    |
| Versenyző                                                        | Versenyszám     | Idő              | Hely.            | Össz.            | Idő         | Hely.       | Össz.       | Idő      | Hely.    | Össz.    | Idő     | Helyezés |
| ---------------------------------------------------------------- | --------------- | ---------------- | ---------------- | ---------------- | ----------- | ----------- | ----------- | -------- | -------- | -------- | ------- | -------- |
| Renate Meyer                                                     | 100 m           | 12,01            | 4.               | 25.***           | 12,1        | 8.          | 29.         | kiesett  | kiesett  | kiesett  | kiesett | kiesett  |
| Heilwig Jacob                                                    | 100 m           | 11,96            | 5.               | 22.              | 11,7        | 5.          | 15.***      | kiesett  | kiesett  | kiesett  | kiesett | kiesett  |
| Heilwig Jacob                                                    | 200 m           | 24,23            | 2.               | 12.              |             |             |             | 24,10    | 7.       | 11.      | kiesett | kiesett  |
| Jutta Heine                                                      | 200 m           | kizárták         | kizárták         | kizárták         |             |             |             | kiesett  | kiesett  | kiesett  | kiesett | kiesett  |
| Erika Pollmann                                                   | 200 m           | 24,44            | 4.               | 17.              |             |             |             | kiesett  | kiesett  | kiesett  | kiesett | kiesett  |
| Erika Pollmann                                                   | 100 m           | kizárták         | kizárták         | kizárták         | kiesett     | kiesett     | kiesett     | kiesett  | kiesett  | kiesett  | kiesett | kiesett  |
| Margret Buscher                                                  | 400 m           | 55,32            | 2.               | 8.               |             |             |             | 55,2     | 7.       | 13.      | kiesett | kiesett  |
| Erna Maisack                                                     | 400 m           | 58,6             | 7.               | 20.              |             |             |             | kiesett  | kiesett  | kiesett  | kiesett | kiesett  |
| Gertrud Schmidt                                                  | 400 m           | 55,1             | 4.               | 7.               |             |             |             | 54,27    | 4.       | 7.       | 55,4    | 7.       |
| Antje Gleichfeld                                                 | 800 m           | 2:08,2           | 2.               | 5.               |             |             |             | 2:04,6   | 2.       | 2.*      | 2:03,9  | 5.       |
| Waltraud Kaufmann                                                | 800 m           | 2:14,6           | 6.               | 18.              |             |             |             | kiesett  | kiesett  | kiesett  | kiesett | kiesett  |
| Anita Wörner                                                     | 800 m           | 2:08,6           | 2.               | 8.               |             |             |             | 2:07,1   | 5.       | 11.*     | kiesett | kiesett  |
| Gundula Diel                                                     | 80 m gát        | 10,94            | 4.               | 13.              |             |             |             | 11,05    | 7.       | 14.      | kiesett | kiesett  |
| Karin Balzer                                                     | 80 m gát        | 10,71            | 1.               | 3.*              |             |             |             | 10,65    | 1.       | 1.       | 10,54   |          |
| Zenta Gastl-Kopp                                                 | 80 m gát        | nem állt rajthoz | nem állt rajthoz | nem állt rajthoz |             |             |             | kiesett  | kiesett  | kiesett  | kiesett | kiesett  |
| Karin Reichert-Frisch Erika Pollmann Martha Langbein Jutta Heine | 4 × 100 m váltó | 45,01            | 2.               | 5.               |             |             |             |          |          |          | 44,7    | 5.       |

| Versenyző                  | Versenyszám   | Selejtező | Selejtező | Döntő    | Döntő    |
| Versenyző                  | Versenyszám   | Eredmény  | Helyezés  | Eredmény | Helyezés |
| -------------------------- | ------------- | --------- | --------- | -------- | -------- |
| Gerda Kupferschmied        | Magasugrás    | 170 cm    | 11.       | 168 cm   | 12.      |
| Karin Rüger-Schulze        | Magasugrás    | 168 cm    | 12.       | 171 cm   | 9.       |
| Helga Hoffmann             | Távolugrás    | 644 cm    | 2.        | 623 cm   | 8.       |
| Hildrun Claus              | Távolugrás    | 628 cm    | 8.        | 624 cm   | 7.       |
| Ingrid Mickler-Becker      | Távolugrás    | 637 cm    | 4.        | 640 cm   | 4.       |
| Renate Garisch-Culmberger  | Súlylökés     | 16,32 m   | 3.        | 17,61 m  |          |
| Margitta Helmbold-Gummel   | Súlylökés     | 15,61 m   | 5.        | 16,91 m  | 5.       |
| Johanna Lüttge             | Súlylökés     | 15,38 m   | 8.        | 15,77 m  | 9.       |
| Kriemhild Limberg-Hausmann | Diszkoszvetés | 54,54 m   | 3.        | 53,81 m  | 7.       |
| Doris Lorenz-Müller        | Diszkoszvetés | 51,58 m   | 11.       | 45,63 m  | 14.      |
| Ingrid Lotz                | Diszkoszvetés | 54,82 m   | 2.        | 57,21 m  |          |
| Anneliese Gerhards         | Gerelyhajítás | 51,77 m   | 4.        | 52,37 m  | 8.       |
| Rosemarie Schubert         | Gerelyhajítás | 51,20 m   | 5.        | 46,50 m  | 12.      |
| Inge Schwalbe              | Gerelyhajítás | 45,55 m   | 14.       | kiesett  | kiesett  |

| Versenyző             | Versenyszám | 80 m gát | 80 m gát | Súlylökés | Súlylökés | Magasugrás | Magasugrás | Távolugrás | Távolugrás | 200 m | 200 m | Végeredmény | Végeredmény |
| Versenyző             | Versenyszám | Idő      | Pont     | Eredmény  | Pont      | Eredmény   | Pont       | Eredmény   | Pont       | Idő   | Pont  | Pont        | Helyezés    |
| --------------------- | ----------- | -------- | -------- | --------- | --------- | ---------- | ---------- | ---------- | ---------- | ----- | ----- | ----------- | ----------- |
| Helga Hoffmann        | Ötpróba     | 11,2     | 1011     | 10,67 m   | 762       | 160 cm     | 945        | 644 cm     | 1087       | 25,0  | 932   | 4737        | 6.          |
| Ingrid Mickler-Becker | Ötpróba     | 11,6     | 948      | 11,62 m   | 829       | 160 cm     | 945        | 617 cm     | 1027       | 24,6  | 968   | 4717        | 8.          |

* - egy másik versenyzővel azonos időt/eredményt ért el

** - két másik versenyzővel azonos időt ért el

*** - három másik versenyzővel azonos időt ért el

**** - öt másik versenyzővel azonos eredményt ért el

## Birkózás
Kötöttfogású
| Versenyző         | Versenyszám | 1. forduló                     | 2. forduló                       | 3. forduló                           | 4. forduló                      | 5. forduló                   | Döntő                                                                                       | Helyezés    |
| Versenyző         | Versenyszám | Ellenfél Eredmény              | Ellenfél Eredmény                | Ellenfél Eredmény                    | Ellenfél Eredmény               | Ellenfél Eredmény            | Ellenfél Eredmény                                                                           | Helyezés    |
| ----------------- | ----------- | ------------------------------ | -------------------------------- | ------------------------------------ | ------------------------------- | ---------------------------- | ------------------------------------------------------------------------------------------- | ----------- |
| Rolf Lacour       | 52 kg       | Fouad Ali (RAU) · 1-3          | Risto Björlin (FIN) · 1-3        | Dumitru Pîrvulescu (ROU) · 3-1       | Ignazio Fabra (ITA) · 1-3       |                              | kiesett                                                                                     | 4.          |
| Friedrich Stange  | 57 kg       | Andrew Fitch (USA) · 1-3       | Icsigucsi Maszamicu (JPN) · 3-1  | Michele Toma (ITA) · kétvállas       | Kamel Ali El-Sayed (RAU) · 2-2  | kiesett                      | kiesett                                                                                     | 5.          |
| Lothar Schneider  | 63 kg       | Dinko Petrov (BUL) · 2-2       | Branislav Martinović (YUG) · 2-2 | Kyösti Lehtonen (FIN) · 3-1          | kiesett                         | kiesett                      | kiesett                                                                                     | helyezetlen |
| Franz Schmitt     | 70 kg       | David Gvanceladze (URS) · 3-1  | Franz Berger (AUT) · 1-3         | Wahid Ullah Zaid (AFG) · kétvállas   | Stevan Horvat (YUG) · kétvállas | kiesett                      | kiesett                                                                                     | helyezetlen |
| Rudolf Vesper     | 78 kg       | Kazama Szadao (JPN) · 2-2      | Bertil Nyström (SWE) · 3-1       | Mithat Bayrak (TUR) · 1-3            | kiesett                         | kiesett                      | kiesett                                                                                     | helyezetlen |
| Lothar Metz       | 87 kg       | Czesław Kwieciński (POL) · 1-3 | Gheorghe Popovici (ROU) · 1-3    | Valentyin Olenyik (URS) · 3-1        | Stig Persson (SWE) · kétvállas  | Krali Bimbalov (BUL) · 1-3   | 1. mérkőzés · Jiří Kormaník (TCH) · 3-1                                                     |             |
| Heinz Kiehl       | 97 kg       | José Panizo (ESP) · kétvállas  | William Lovell (USA) · kétvállas | Eugen Wiesberger, Jr. (AUT) · 3-1    | erőnyerő                        | Per Svensson (SWE) · 3-1     | Hozott eredmény · Per Svensson (SWE) · 3-1                                                  |             |
| Wilfried Dietrich | +97 kg      | erőnyerő                       | Radoszlav Kaszabov (BUL) · 1-3   | Szugijama Cuneharu (JPN) · kétvállas | Kozma István (HUN) · 3-1        | Anatolij Roscsin (URS) · 3-1 | Hozott eredmény · Kozma István (HUN) · 3-1 · Hozott eredmény · Anatolij Roscsin (URS) · 3-1 |             |

Szabadfogású
| Versenyző         | Versenyszám | 1. forduló                                   | 2. forduló                                  | 3. forduló                         | 4. forduló                               | 5. forduló        | Döntő                                  | Helyezés    |
| Versenyző         | Versenyszám | Ellenfél Eredmény                            | Ellenfél Eredmény                           | Ellenfél Eredmény                  | Ellenfél Eredmény                        | Ellenfél Eredmény | Ellenfél Eredmény                      | Helyezés    |
| ----------------- | ----------- | -------------------------------------------- | ------------------------------------------- | ---------------------------------- | ---------------------------------------- | ----------------- | -------------------------------------- | ----------- |
| Paul Neff         | 52 kg       | Malwa Singh (IND) · 3-1                      | Chimedbazaryn Damdinsharav (MGL) · kizárták | kiesett                            | kiesett                                  | kiesett           | kiesett                                | helyezetlen |
| Karl Dodrimont    | 57 kg       | Uetake Jódzsiró (JPN) · kétvállas            | Muhammad Siraj-Din (PAK) · 3-1              | kiesett                            | kiesett                                  | kiesett           | kiesett                                | helyezetlen |
| Reiner Schilling  | 63 kg       | Antonio Senosa (PHI) · 1-3                   | Jun Dek (Yun Daek) (KOR) · 1-3              | Mario Tovar (MEX) · 1-3            | Vatanabe Oszamu (JPN) · 3-1              | kiesett           | kiesett                                | helyezetlen |
| Klaus Rost        | 70 kg       | Rodger Doner (CAN) · 1-3                     | Anthony Greig (NZL) · kétvállas             | Djan-Aka Djan (AFG) · 1-3          | Csong Donggu (Jeong Dong-Gu) (KOR) · 3-1 | erőnyerő          | 1. mérkőzés · Enyu Valcsev (BUL) · 3-1 |             |
| Martin Heinze     | 78 kg       | Mohammad Ali Szanatkaran (IRI) · 3-1         | Ştefan Tâmpa (ROU) · 1-3                    | Vatanabe Jaszuo (JPN) · 3-1        | kiesett                                  | kiesett           | kiesett                                | helyezetlen |
| Günther Bauch     | 87 kg       | Szaszaki Tacuo (JPN) · 3-1                   | Fernando H. García (PHI) · 1-3              | Khorloogiin Bayanmönkh (MGL) · 1-3 | Prodan Gardzsev (BUL) · kétvállas        | kiesett           | kiesett                                | helyezetlen |
| Heinz Kiehl       | 97 kg       | Ölziisaikhany Erdene-Ochir (MGL) · kétvállas | Maruti Mane (IND) · 3-1                     | Peter Jutzeler (SUI) · 1-3         | Szaid Musztafov (BUL) · 3-1              | kiesett           | kiesett                                | helyezetlen |
| Wilfried Dietrich | +97 kg      | Larry Kristoff (USA) · 3-1                   | Hamit Kaplan (TUR) · 2-2                    | Arne Robertsson (SWE) · 1-3        | kiesett                                  |                   | kiesett                                | helyezetlen |

## Cselgáncs
| Versenyző             | Versenyszám | Csoportkör                                                             | Csoportkör | Negyeddöntő               | Elődöntő                 | Döntő                 | Helyezés |
| Versenyző             | Versenyszám | Ellenfél Eredmény                                                      | Hely.      | Ellenfél Eredmény         | Ellenfél Eredmény        | Ellenfél Eredmény     | Helyezés |
| --------------------- | ----------- | ---------------------------------------------------------------------- | ---------- | ------------------------- | ------------------------ | --------------------- | -------- |
| Matthias Schiessleder | Könnyűsúly  | 1. csoport · Karl Reisinger (AUT) · V · Paul Maruyama (USA) · V        | 3.         | kiesett                   | kiesett                  | kiesett               | 19.      |
| Wolfgang Hofmann      | Középsúly   | 3. csoport · Jacques le Berré (FRA) · GY · Orlando Madrigal (CRC) · GY | 1.         | Peter Snijders (NED) · GY | James Bregman (USA) · GY | Okano Iszao (JPN) · V |          |
| Herbert Niemann       | Nehézsúly   | 3. csoport · Anzor Kiknadze (URS) · V · Job Gouweleeuw (NED) · V       | 3.         | kiesett                   | kiesett                  | kiesett               | 11.      |
| Klaus Glahn           | Nyílt       | 3. csoport · Thomas Ong (PHI) · GY · Ben Campbell (USA) · GY           | 1.         | erőnyerő                  | Kaminaga Akio (JPN) · V  | kiesett               |          |

## Evezés
| Versenyző | Versenyszám              | Előfutam | Előfutam | Vigaszág | Vigaszág | Döntő | Döntő   | Döntő | Helyezés |
| Versenyző | Versenyszám              | Idő      | Hely.    | Idő      | Hely.    | Típus | Idő     | Hely. | Helyezés |
| --- | ------------------------ | -------- | -------- | -------- | -------- | ----- | ------- | ----- | -------- |
| Achim Hill | Egypárevezős             | 7:40,49  | 1.       | erőnyerő | erőnyerő | A     | 8:26,24 | 2.    |          |
| Helmut Lebert Josef Steffes-Mies | Kétpárevezős             | 6:41,24  | 2.       | 6:39,92  | 1.       | A     | 7:30,03 | 5.    | 5.       |
| Michael Schwan Wolfgang Hottenrott | Kormányos nélküli kettes | 7:20,18  | 1.       | erőnyerő | erőnyerő | A     | 7:38,63 | 3.    |          |
| Günter Bergau Peter Gorny Karl-Heinz Danielowski (kormányos) | Kormányos kettes         | 8:02,99  | 5.       | 7:22,96  | 2.       | B     | 7:27,98 | 1.    | 7.       |
| Günter Schroers Horst Effertz Albrecht Müller Manfred Misselhorn                                                                                                  | Kormányos nélküli négyes | 6:37,83  | 1.       | erőnyerő | erőnyerő | A     | 7:10,33 | 6.    | 6.       |
| Peter Neusel Bernhard Britting Joachim Werner Egbert Hirschfelder Jürgen Oelke (kormányos)                                                                        | Kormányos négyes         | 6:44,12  | 1.       | erőnyerő | erőnyerő | A     | 7:00,44 | 1.    |          |
| Klaus Aeffke Klaus Bittner Karl-Heinrich von Groddeck Hans-Jürgen Wallbrecht Klaus Behrens Jürgen Schröder Jürgen Plagemann Horst Meyer Thomas Ahrens (kormányos) | Nyolcas                  | 5:54,02  | 1.       | erőnyerő | erőnyerő | A     | 6:23,29 | 2.    |          |

## Gyeplabda
| Egyesült Német Csapat férfi gyeplabdacsapat-játékoskeret                                                   | Egyesült Német Csapat férfi gyeplabdacsapat-játékoskeret                                      |
| --- | --------------------------------------------------------------------------------------------- |
| - Klaus Bahner - Horst Brennecke - Horst Dahmlos - Dieter Ehrlich - Karlheinz Freiberger - Reiner Hanschke | - Adolf Krause - Lothar Lippert - Rainer Stephan - Axel Thieme - Klaus Vetter - Rolf Westphal |

### Eredmények
Csoportkör
B csoport
| Csapat                      | M | Gy | D | V | G+ | G– | Gk  | P  |
| --------------------------- | - | -- | - | - | -- | -- | --- | -- |
| India (IND)                 | 7 | 5  | 2 | 0 | 18 | 4  | +14 | 12 |
| Spanyolország (ESP)         | 7 | 4  | 3 | 0 | 16 | 3  | +13 | 11 |
| Hollandia (NED)             | 7 | 4  | 1 | 2 | 20 | 4  | +16 | 9  |
| Egyesült Német Csapat (EUA) | 7 | 2  | 5 | 0 | 9  | 4  | +5  | 9  |
| Malajzia (MAS)              | 7 | 2  | 2 | 3 | 11 | 13 | –2  | 6  |
| Belgium (BEL)               | 7 | 2  | 2 | 3 | 10 | 13 | –3  | 6  |
| Kanada (CAN)                | 7 | 1  | 0 | 6 | 5  | 25 | –20 | 2  |
| Hongkong (HKG)              | 7 | 0  | 1 | 6 | 3  | 26 | –23 | 1  |

| 1964. október 11. 11:40 | Egyesült Német Csapat (EUA)     | 5 – 1   | Kanada (CAN) |  |
| 1964. október 11. 11:40 | Westphal 2 Ehrlich 2 Freiberger | (1 – 1) | Young        |  |

| 1964. október 12. 10:00 | India (IND)     | 1 – 1   | Egyesült Német Csapat (EUA) |  |
| 1964. október 12. 10:00 | Prithipal Singh | (0 – 1) | Freiberger                  |  |

| 1964. október 14. 10:00 | Egyesült Német Csapat (EUA) | 1 – 0   | Hollandia (NED) |  |
| 1964. október 14. 10:00 | Ehrlich                     | (0 – 0) |                 |  |

| 1964. október 15. 14:15 | Egyesült Német Csapat (EUA) | 0 – 0 | Malajzia (MAS) |  |
| 1964. október 15. 14:15 | (0 – 0)                     |       |                |  |

| 1964. október 17. 11:40 | Spanyolország (ESP) | 1 – 1   | Egyesült Német Csapat (EUA) |  |
| 1964. október 17. 11:40 | Dualde              | (0 – 0) | Ehrlich                     |  |

| 1964. október 18. 11:40 | Egyesült Német Csapat (EUA) | 0 – 0 | Belgium (BEL) |  |
| 1964. október 18. 11:40 | (0 – 0)                     |       |               |  |

| 1964. október 19. 10:00 | Egyesült Német Csapat (EUA) | 1 – 1   | Hongkong (HKG) |  |
| 1964. október 19. 10:00 | Freiberger                  | (0 – 1) | Guterres       |  |

Az 5–8. helyért
| 1964. október 21. 12:00 | Egyesült Német Csapat (EUA) | 5 – 1   | Japán (JPN) |  |
| 1964. október 21. 12:00 | Westphal 3 Freiberger 2     | (3 – 1) | Kihara      |  |

Az 5. helyért
| 1964. október 22. 13:55 | Kenya (KEN) | 0 – 3   | Egyesült Német Csapat (EUA) |  |
| 1964. október 22. 13:55 |             | (0 – 1) | Ehrlich 2 Lippert           |  |

| Csapat                      | Helyezés |
| --------------------------- | -------- |
| Egyesült Német Csapat (EUA) | 5.       |

## Kajak-kenu
Férfi
| Versenyző                                                         | Versenyszám         | Előfutam | Előfutam | Vigaszág | Vigaszág | Elődöntő | Elődöntő | Döntő   | Döntő    |
| Versenyző                                                         | Versenyszám         | Idő      | Hely.    | Idő      | Hely.    | Idő      | Hely.    | Idő     | Helyezés |
| ----------------------------------------------------------------- | ------------------- | -------- | -------- | -------- | -------- | -------- | -------- | ------- | -------- |
| Erich Suhrbier                                                    | Kajak egyes 1000 m  | 4:03,44  | 2.       | erőnyerő | erőnyerő | 4:04,05  | 2.       | 4:01,62 | 4.       |
| Heinz Büker Holger Zander                                         | Kajak kettes 1000 m | 3:44,25  | 1.       | erőnyerő | erőnyerő | 3:47,46  | 3.       | 3:40,69 |          |
| Günter Perleberg Bernhard Schulze Friedhelm Wentzke Holger Zander | Kajak négyes 1000 m | 3:17,13  | 1.       | erőnyerő | erőnyerő | 3:21,01  | 1.       | 3:15,39 |          |
| Jürgen Eschert                                                    | Kenu egyes 1000 m   | 4:36,92  | 1.       | erőnyerő | erőnyerő |          |          | 4:35,14 |          |
| Klaus Böhle Detlef Lewe                                           | Kenu kettes 1000 m  | 4:12,37  | 1.       | erőnyerő | erőnyerő |          |          | 4:13,18 | 6.       |

Női
| Versenyző                           | Versenyszám        | Előfutam | Előfutam | Vigaszág | Vigaszág | Döntő   | Döntő    |
| Versenyző                           | Versenyszám        | Idő      | Hely.    | Idő      | Hely.    | Idő     | Helyezés |
| ----------------------------------- | ------------------ | -------- | -------- | -------- | -------- | ------- | -------- |
| Elke Felten                         | Kajak egyes 500 m  | 2:11,94  | 2.       | erőnyerő | erőnyerő | 2:15,94 | 4.       |
| Roswitha Esser Annemarie Zimmermann | Kajak kettes 500 m | 1:56,66  | 1.       | erőnyerő | erőnyerő | 1:56,95 |          |

## Kerékpározás

### Országúti kerékpározás
| Versenyző                                                   | Versenyszám     | Idő                   | Helyezés |
| ----------------------------------------------------------- | --------------- | --------------------- | -------- |
| Burkhard Ebert                                              | Mezőnyverseny   | 4:39:51,75 (+0:00,12) | 29.      |
| Günter Hoffmann                                             | Mezőnyverseny   | 4:39:51,83 (+0:00,20) | 78.      |
| Wilfried Peffgen                                            | Mezőnyverseny   | 4:39:51,74 (+0:00,11) | 6.       |
| Immo Rittmeyer                                              | Mezőnyverseny   | 4:39:51,80 (+0:00,17) | 54.      |
| Burkhard Ebert Peter Glemser Günter Hoffmann Immo Rittmeyer | Csapat időfutam | 2:33:37,45 (+7:06,26) | 14.      |

### Pálya-kerékpározás
| Versenyző          | Versenyszám  | 1. forduló                                          | 1. forduló | Vigaszág selejtező         | Vigaszág selejtező | Vigaszág döntő               | Vigaszág döntő | Nyolcaddöntő                                           | Nyolcaddöntő | Vigaszág selejtező                                       | Vigaszág selejtező | Vigaszág döntő       | Vigaszág döntő | Negyeddöntő                                | Elődöntő             | Döntő                | Helyezés    |
| Versenyző          | Versenyszám  | Ellenfelek Győztes idő                              | Hely.      | Ellenfél Győztes idő       | Hely.              | Ellenfél Győztes idő         | Hely.          | Ellenfelek Győztes idő                                 | Hely.        | Ellenfelek Győztes idő                                   | Hely.              | Ellenfél Győztes idő | Hely.          | Ellenfél Győztes idő                       | Ellenfél Győztes idő | Ellenfél Győztes idő | Helyezés    |
| ------------------ | ------------ | --------------------------------------------------- | ---------- | -------------------------- | ------------------ | ---------------------------- | -------------- | ------------------------------------------------------ | ------------ | -------------------------------------------------------- | ------------------ | -------------------- | -------------- | ------------------------------------------ | -------------------- | -------------------- | ----------- |
| Willi Fuggerer     | Férfi egyéni | Omar Phakadze (URS) · Peder Pedersen (DEN) · 12,26  | 2.         | Jackie Simes (USA) · 12,69 | 1.                 | Gordon Johnson (AUS) · 11,52 | 1.             | Ivan Kučírek (TCH) · Szató Kacuhiko (JPN) · 12,15      | 1.           |                                                          |                    |                      |                | Pierre Trentin (FRA) · 12,52, 12,58, 12,72 | kiesett              | kiesett              | 5.          |
| Ulrich Schillinger | Férfi egyéni | Niels Fredborg (DEN) · Kavacsi Cujosi (JPN) · 12,60 | 1.         |                            |                    |                              |                | Sergio Bianchetto (ITA) · Peder Pedersen (DEN) · 11,83 | 2.           | Giovanni Pettenella (ITA) · Niels Fredborg (DEN) · 12,06 | 2.                 | kiesett              | kiesett        | kiesett                                    | kiesett              | kiesett              | helyezetlen |

Időfutam
| Versenyző       | Versenyszám  | Idő     | Helyezés |
| --------------- | ------------ | ------- | -------- |
| Lothar Claesges | Férfi egyéni | 1:10,86 | 6.       |

Tandem
| Versenyző                    | Versenyszám     | 1. forduló                                                 | Vigaszág selejtező   | Vigaszág selejtező | Vigaszág döntő         | Vigaszág döntő | Negyeddöntő                                                         | Elődöntő                                                                        | Döntő                                                                              | Helyezés |
| Versenyző                    | Versenyszám     | Ellenfél Győztes idő                                       | Ellenfél Győztes idő | Hely.              | Ellenfelek Győztes idő | Hely.          | Ellenfél Győztes idő                                                | Ellenfél Győztes idő                                                            | Ellenfél Győztes idő                                                               | Helyezés |
| ---------------------------- | --------------- | ---------------------------------------------------------- | -------------------- | ------------------ | ---------------------- | -------------- | ------------------------------------------------------------------- | ------------------------------------------------------------------------------- | ---------------------------------------------------------------------------------- | -------- |
| Willi Fuggerer Klaus Kobusch | Férfi kétüléses | Dánia (DEN) · Niels Fredborg · Per Sarto Jørgensen · 11,18 |                      |                    |                        |                | Magyarország (HUN) · Bicskey Richárd · Habony Ferenc · 10,82, 10,84 | Olaszország (ITA) · Angelo Damiano · Sergio Bianchetto · 10,90, 11,03, kizárták | Bronzmérkőzés · Hollandia (NED) · Arie de Graaf · Piet van der Touw · 10,98, 11,04 |          |

Üldözőversenyek
| Versenyző                                                  | Versenyszám  | Selejtező                                                                                      | Selejtező | Selejtező | Negyeddöntő                                                                                     | Negyeddöntő | Negyeddöntő | Elődöntő                                                                                     | Elődöntő  | Elődöntő | Döntő                                                                                             | Döntő     | Helyezés |
| Versenyző                                                  | Versenyszám  | Ellenfél Idő                                                                                   | Saját idő | Hely.     | Ellenfél Idő                                                                                    | Saját idő   | Hely.       | Ellenfél Idő                                                                                 | Saját idő | Hely.    | Ellenfél Idő                                                                                      | Saját idő | Helyezés |
| ---------------------------------------------------------- | ------------ | ---------------------------------------------------------------------------------------------- | --------- | --------- | ----------------------------------------------------------------------------------------------- | ----------- | ----------- | -------------------------------------------------------------------------------------------- | --------- | -------- | ------------------------------------------------------------------------------------------------- | --------- | -------- |
| Lothar Spiegelberg                                         | Férfi egyéni | Jiří Daler (TCH) · 5:00,55                                                                     | 5:04,60   | 2.        | Georgio Ursi (ITA) · 5:02,43                                                                    | 5:09,84     | 2.          | kiesett                                                                                      | kiesett   | kiesett  | kiesett                                                                                           | kiesett   | 5.       |
| Lothar Claesges Karl Heinz Henrichs Karl Link Ernst Streng | Férfi csapat | Nagy-Britannia (GBR) · Trevor Bull · Harry Jackson · Hugh Porter · Brian Sandy · nem ért célba | 4:42,28   | 1.        | Dánia (DEN) · Bent Hansen · Jan Ingstrup-Mikkelsen · Preben Isaksson · Kurt vid Stein · 4:43,58 | 4:36,98     | 1.          | Ausztrália (AUS) · Robert Baird · Kevin Brislin · Victor Browne · Henk Vogels, Sr. · 4:40,28 | 4:38,19   | 1.       | Olaszország (ITA) · Vincenzo Mantovani · Carlo Rancati · Luigi Roncaglia · Franco Testa · 4:35,74 | 4:35,67   |          |

## Labdarúgás
| Egyesült Német Csapat labdarúgócsapat-játékoskeret | Egyesült Német Csapat labdarúgócsapat-játékoskeret |
| --- | --- |
| - Wolfgang Barthels - Bernd Bauchspiess - Dieter Engelhardt - Otto Frässdorf - Henning Frenzel - Manfred Geisler - Jürgen Heinsch - Gerhard Körner - Klaus Lisiewicz - Jürgen Nöldner | - Herbert Pankau - Peter Rock - Klaus-Dieter Seehaus - Hermann Stöcker - Werner Unger - Klaus Urbanczyk - Eberhard Vogel - Manfred Walter - Horst Weigang |

### Eredmények
Csoportkör
A csoport
| Csapat                | M | Gy | D | V | G+ | G– | Gk | P |
| --------------------- | - | -- | - | - | -- | -- | -- | - |
| Egyesült Német Csapat | 3 | 2  | 1 | 0 | 7  | 1  | +6 | 5 |
| Románia               | 3 | 2  | 1 | 0 | 5  | 2  | +3 | 5 |
| Mexikó                | 3 | 0  | 1 | 2 | 2  | 6  | –4 | 1 |
| Irán                  | 3 | 0  | 1 | 2 | 1  | 6  | –5 | 1 |

| 1964. október 11. 14:00 |

| Egyesült Német Csapat (EUA)              | 4–0               | Irán |
| ---------------------------------------- | ----------------- | ---- |
| Bauchspiess 7' Vogel 20' 63' Frenzel 44' | (3–0) Jegyzőkönyv |      |

| Micuzava stadion, Jokohama Játékvezető: Eunapio G. De Queiroz (brazil) Asszisztensek: Mahmoud Hussein Iman (egyiptomi), John Stanley Wontumi (ghánai) |

| 1964. október 13. 14:00 |

| Egyesült Német Csapat (EUA) | 1–1               | Románia       |
| --------------------------- | ----------------- | ------------- |
| Frenzel 22' Vogel 33′       | (1–1) Jegyzőkönyv | Pavlovici 27' |

| Komazava stadion, Tokió Játékvezető: Vaclav Korelus (csehszlovák) Asszisztensek: Menáhém Askenází (izraeli), Kim Dokcshon (dél-koreai) |

| 1964. október 15. 14:00 |

| Egyesült Német Csapat (EUA) | 2–0               | Mexikó |
| --------------------------- | ----------------- | ------ |
| Barthels 37' Nöldner 66'    | (1–0) Jegyzőkönyv |        |

| Micuzava stadion, Jokohama Játékvezető: Gregg De Silva (maláj) Asszisztensek: Kim Dokcshon (dél-koreai), Szató Hirosi (japán) |

Negyeddöntő
| 1964. október 18. 13:59 |

| Jugoszlávia (YUG) | 0–1               | Egyesült Német Csapat |
| ----------------- | ----------------- | --------------------- |
|                   | (0–1) Jegyzőkönyv | Frenzel 1'            |

| Csicsibu Herceg Stadion, Tokió Nézőszám: 10 000 Játékvezető: Gregg De Silva (maláj) Asszisztensek: Ashgar Tehrani (iráni), Salih Mohamed Boukkili (marokkói) |

Elődöntő
| 1964. október 20. 14:00 |

| Csehszlovákia (TCH)    | 2–1               | Egyesült Német Csapat |
| ---------------------- | ----------------- | --------------------- |
| Lichtnégl 47' Mráz 89' | (0–1) Jegyzőkönyv | Nöldner 25'           |

| Komazava stadion, Tokió Nézőszám: 20 000 Játékvezető: Menáhém Askenází (izraeli) Asszisztensek: Rafael Valenzuela (mexikói), John Stanley Wontumi (ghánai) |

Bronzmérkőzés
| 1964. október 23. 11:57 |

| Egyesült Német Csapat (EUA)       | 3–1               | Egyesült Arab Köztársaság |
| --------------------------------- | ----------------- | ------------------------- |
| Frenzel 17' Vogel 48' Stöcker 56' | (1–0) Jegyzőkönyv | Attia 75'                 |

| Olimpiai stadion, Tokió Nézőszám: 60 000 Játékvezető: Jokojama Jozó (japán) Asszisztensek: Fukusima Genicsi (japán), Hajakava Szumio (japán) |

| Csapat                      | Helyezés |
| --------------------------- | -------- |
| Egyesült Német Csapat (EUA) |          |

## Lovaglás
Díjlovaglás
| Versenyző                                  | Ló                   | Versenyszám | Selejtező | Selejtező | Döntő | Döntő | Végeredmény | Végeredmény |
| Versenyző                                  | Ló                   | Versenyszám | Pont      | Hely.     | Pont  | Hely. | Pont        | Helyezés    |
| ------------------------------------------ | -------------------- | ----------- | --------- | --------- | ----- | ----- | ----------- | ----------- |
| Harry Boldt                                | Remus                | Egyéni      | 889,0     | 1.        | 614,0 | 4.    | 1503,0      |             |
| Reiner Klimke                              | Dux                  | Egyéni      | 837,0     | 5.        | 567,0 | 6.    | 1404,0      | 6.          |
| Josef Neckermann                           | Antoinette           | Egyéni      | 832,0     | 6.        | 597,0 | 5.    | 1429,0      | 5.          |
| Harry Boldt Reiner Klimke Josef Neckermann | Remus Dux Antoinette | Csapat      |           |           |       |       | 2558,0      |             |

Díjugratás
| Versenyző                                            | Ló                        | Versenyszám | 1. forduló | 1. forduló | 2. forduló | 2. forduló | Összesen | Összesen |
| Versenyző                                            | Ló                        | Versenyszám | Pont       | Hely.      | Pont       | Hely.      | Pont     | Helyezés |
| ---------------------------------------------------- | ------------------------- | ----------- | ---------- | ---------- | ---------- | ---------- | -------- | -------- |
| Kurt Jarasinski                                      | Torro                     | Egyéni      | 9,75       | 5.         | 12,50      | 13.        | 22,25    | 8.       |
| Hermann Schridde                                     | Dozent II                 | Egyéni      | 12,50      | 8.         | 1,25       | 2.         | 13,75    |          |
| Hans Günter Winkler                                  | Fidelitas                 | Egyéni      | 17,50      | 19.        | 15,00      | 16.        | 32,50    | 16.      |
| Kurt Jarasinski Hermann Schridde Hans Günter Winkler | Torro Dozent II Fidelitas | Csapat      | 39,75      | 1.         | 28,75      | 1.         | 68,50    |          |

Lovastusa
| Versenyző                                 | Ló                       | Versenyszám | Díjlovaglás | Díjlovaglás | Tereplovaglás | Tereplovaglás | Díjugratás | Díjugratás | Végeredmény | Végeredmény |
| Versenyző                                 | Ló                       | Versenyszám | Bünt.       | Hely.       | Bünt.         | Hely.         | Bünt.      | Hely.      | Bünt.       | Helyezés    |
| ----------------------------------------- | ------------------------ | ----------- | ----------- | ----------- | ------------- | ------------- | ---------- | ---------- | ----------- | ----------- |
| Karl-Heinz Fuhrmann                       | Mohamet                  | Egyéni      | -58,00      | 19.         | 38,00         | 24.           | -30,00     | 26.        | -50,00      | 25.         |
| Horst Karsten                             | Condora                  | Egyéni      | -49,00      | 7.          | 95,60         | 10.           | -10,00     | 13.        | 36,60       | 6.          |
| Fritz Ligges                              | Donkosak                 | Egyéni      | -32,00      | 1.          | 91,20         | 11.           | -10,00     | 13.        | 49,20       |             |
| Gerhard Schulz                            | Balza X                  | Egyéni      | -60,67      | 23.         | 51,60         | 22.           | -20,00     | 22.        | -29,07      | 20.         |
| Horst Karsten Fritz Ligges Gerhard Schulz | Condora Donkosak Balza X | Csapat      | -139,00     | 3.          | 238,40        | 3.            | -40,00     | 5.         | 56,73       |             |

## Műugrás
Férfi
| Versenyző          | Versenyszám        | Selejtező | Selejtező | Döntő   | Döntő    |
| Versenyző          | Versenyszám        | Pont      | Helyezés  | Pont    | Helyezés |
| ------------------ | ------------------ | --------- | --------- | ------- | -------- |
| Hans-Dieter Pophal | Egyéni műugrás     | 91,16     | 8.        | 142,58  | 4.       |
| Horst Rosenfeldt   | Egyéni műugrás     | 85,66     | 17.       | kiesett | kiesett  |
| Rolf Sperling      | Egyéni műugrás     | 86,98     | 14.       | kiesett | kiesett  |
| Rolf Sperling      | Egyéni toronyugrás | 92,24     | 8.        | 142,24  | 7.       |
| Klaus Konzorr      | Egyéni toronyugrás | 90,08     | 15.       | kiesett | kiesett  |
| Gerd Völker        | Egyéni toronyugrás | 91,62     | 9.        | kiesett | kiesett  |

Női
| Versenyző         | Versenyszám        | Selejtező | Selejtező | Döntő   | Döntő    |
| Versenyző         | Versenyszám        | Pont      | Helyezés  | Pont    | Helyezés |
| ----------------- | ------------------ | --------- | --------- | ------- | -------- |
| Angelika Hilbert  | Egyéni műugrás     | 86,53     | 5.        | 123,27  | 8.       |
| Ingrid Krämer     | Egyéni műugrás     | 94,69     | 1.        | 145,00  |          |
| Ingrid Krämer     | Egyéni toronyugrás | 52,98     | 3.        | 98,45   |          |
| Delia Reinhardt   | Egyéni toronyugrás | 47,83     | 9.        | 86,79   | 10.      |
| Christiane Lanzke | Egyéni toronyugrás | 49,69     | 6.        | 92,92   | 5.       |
| Christiane Lanzke | Egyéni műugrás     | 82,56     | 10.       | kiesett | kiesett  |

## Ökölvívás
| Versenyző        | Versenyszám   | Selejtező         | 32-es főtábla                  | Nyolcaddöntő                 | Negyeddöntő                | Elődöntő                            | Döntő                           | Helyezés |
| Versenyző        | Versenyszám   | Ellenfél Eredmény | Ellenfél Eredmény              | Ellenfél Eredmény            | Ellenfél Eredmény          | Ellenfél Eredmény                   | Ellenfél Eredmény               | Helyezés |
| ---------------- | ------------- | ----------------- | ------------------------------ | ---------------------------- | -------------------------- | ----------------------------------- | ------------------------------- | -------- |
| Otto Babiasch    | Légsúly       |                   | erőnyerő                       | Josino Súta (JPN) · 3-2      | Robert Carmody (USA) · 1-4 | kiesett                             | kiesett                         | 5.       |
| Rainer Poser     | Harmatsúly    |                   | Brunon Bendig (POL) · 2-3      | kiesett                      | kiesett                    | kiesett                             | kiesett                         | 17.      |
| Heinz Schulz     | Pehelysúly    |                   | Bhim Bahadur Thapa (NEP) · 5-0 | Philip Waruinge (KEN) · 5-0  | Tin Tun (BIR) · 5-0        | Sztanyiszlav Sztyepaskin (URS) · KO | kiesett                         |          |
| Wolfgang Schmitt | Könnyűsúly    | erőnyerő          | Domingo Barrera (ESP) · 1-4    | kiesett                      | kiesett                    | kiesett                             | kiesett                         | 17.      |
| Heiko Winter     | Kisváltósúly  | erőnyerő          | Charles Ellis (USA) · 0-5      | kiesett                      | kiesett                    | kiesett                             | kiesett                         | 17.      |
| Bruno Guse       | Váltósúly     |                   | erőnyerő                       | Ričardas Tamulis (URS) · 0-5 | kiesett                    | kiesett                             | kiesett                         | 9.       |
| Paul Hogh        | Nagyváltósúly |                   | Borisz Lagutyin (URS) · 0-5    | kiesett                      | kiesett                    | kiesett                             | kiesett                         | 17.      |
| Emil Schulz      | Középsúly     |                   | erőnyerő                       | William Stack (GBR) · RSC    | Ion Monea (ROU) · 5-0      | Franco Valle (ITA) · 5-0            | Valerij Popencsenko (URS) · 2-3 |          |
| Jürgen Schlegel  | Félnehézsúly  |                   | erőnyerő                       | Henry Mugwanya (UGA) · 5-0   | Cosimo Pinto (ITA) · 1-4   | kiesett                             | kiesett                         | 5.       |
| Hans Huber       | Nehézsúly     |                   |                                | erőnyerő                     | Abdul Rehman (PAK) · KO    | Giuseppe Ros (ITA) · 4-1            | Joe Frazier (USA) · 2-3         |          |

## Öttusa
| Versenyző                               | Versenyszám | Lovaglás | Lovaglás | Lovaglás | Vívás    | Vívás | Vívás | Lövészet | Lövészet | Lövészet | Úszás  | Úszás | Úszás | Futás   | Futás | Futás | Összesen    | Összesen |
| Versenyző                               | Versenyszám | Idő      | Pont     | Hely.    | Eredmény | Pont  | Hely. | Pontszám | Pont     | Hely.    | Idő    | Pont  | Hely. | Idő     | Pont  | Hely. | Összes pont | Helyezés |
| --------------------------------------- | ----------- | -------- | -------- | -------- | -------- | ----- | ----- | -------- | -------- | -------- | ------ | ----- | ----- | ------- | ----- | ----- | ----------- | -------- |
| Uwe Adler                               | Egyéni      | 3:20,8   | 1070     | 20.      | 14–22    | 532   | 30.   | 196      | 1020     | 2.       | 3:59,5 | 1005  | 12.   | 14:51,2 | 1027  | 14.   | 4654        | 13.      |
| Elmar Frings                            | Egyéni      | 3:32,7   | 960      | 34.      | 17–19    | 640   | 23.   | 192      | 940      | 14.      | 4:05,3 | 975   | 20.   | 15:24,1 | 928   | 21.   | 4443        | 23.      |
| Wolfgang Gödicke                        | Egyéni      | 3:16,7   | 1100     | 8.       | 19–17    | 712   | 18.   | 187      | 840      | 22.      | 4:05,1 | 975   | 19.   | 14:50,2 | 1030  | 13.   | 4657        | 12.      |
| Uwe Adler Elmar Frings Wolfgang Gödicke | Csapat      |          | 3130     | 9.       |          | 1729  | 8.    |          | 2800     | 4.       |        | 2955  | 5.    |         | 2985  | 5.    | 13599       | 6.       |

## Sportlövészet
Férfi
| Versenyző             | Versenyszám                    | Pont | Helyezés |
| --------------------- | ------------------------------ | ---- | -------- |
| Gerhard Feller        | Gyorstüzelő pisztoly           | 577  | 26.      |
| Lothar Jacobi         | Gyorstüzelő pisztoly           | 585  | 13.      |
| Johann Garreis        | Szabadpisztoly                 | 554  | 4.       |
| Hans Kaupmannsennecke | Szabadpisztoly                 | 530  | 30.      |
| Rudolf Bortz          | Sportpuska, fekvő              | 589  | 24.      |
| Karl Wenk             | Sportpuska, fekvő              | 594  | 7.       |
| Harry Köcher          | Sportpuska, összetett          | 1148 | 4.       |
| Harry Köcher          | Szabadpuska, összetett (300 m) | 1130 | 8.       |
| Klaus Zähringer       | Szabadpuska, összetett (300 m) | 1110 | 14.      |
| Klaus Zähringer       | Sportpuska, összetett          | 1131 | 22.      |
| Joachim Marscheider   | Trap                           | 191  | 8.       |
| Heinz Rehder          | Trap                           | 189  | 14.      |

## Súlyemelés
| Versenyző         | Versenyszám | Nyomás   | Nyomás   | Szakítás                 | Szakítás                 | Lökés    | Lökés    | Összesen | Helyezés |
| Versenyző         | Versenyszám | Eredmény | Helyezés | Eredmény                 | Helyezés                 | Eredmény | Helyezés | Összesen | Helyezés |
| ----------------- | ----------- | -------- | -------- | ------------------------ | ------------------------ | -------- | -------- | -------- | -------- |
| Martin Eberle     | 60 kg       | 107,5    | 10.      | 97,5                     | 13.                      | 130,0    | 12.      | 335,0    | 11.      |
| Alfred Kornprobst | 67,5 kg     | 122,5    | 8.       | 112,5                    | 9.                       | 150,0    | 8.       | 385,0    | 8.       |
| Werner Dittrich   | 75 kg       | 135,0    | 2.       | érvényes kísérlet nélkül | érvényes kísérlet nélkül | kiesett  | kiesett  | kiesett  | kiesett  |
| Karl Arnold       | 82,5 kg     | 140,0    | 9.       | 132,5                    | 8.                       | 167,5    | 8.       | 440,0    | 8.       |
| Norbert Fehr      | 90 kg       | 125,0    | 16.      | 125,0                    | 12.                      | 160,0    | 14.      | 410,0    | 14.      |
| Manfred Rieger    | +90 kg      | 150,0    | 17.      | 140,0                    | 8.                       | 185,0    | 8.       | 475,0    | 11.      |

## Torna
Férfi
| Versenyző                                                                     | Versenyszám      | Selejtező | Selejtező | Döntő    | Döntő    |
| Versenyző                                                                     | Versenyszám      | Pontszám  | Helyezés  | Pontszám | Helyezés |
| ----------------------------------------------------------------------------- | ---------------- | --------- | --------- | -------- | -------- |
| Siegfried Fülle                                                               | Talaj            | 19,00     | 12.       | kiesett  | kiesett  |
| Siegfried Fülle                                                               | Ugrás            | 19,30     | 6.        | kiesett  | kiesett  |
| Siegfried Fülle                                                               | Korlát           | 19,00     | 18.       | kiesett  | kiesett  |
| Siegfried Fülle                                                               | Nyújtó           | 18,95     | 18.       | kiesett  | kiesett  |
| Siegfried Fülle                                                               | Gyűrű            | 19,05     | 12.       | kiesett  | kiesett  |
| Siegfried Fülle                                                               | Lólengés         | 18,80     | 11.       | kiesett  | kiesett  |
| Siegfried Fülle                                                               | Egyéni összetett |           |           | 114,10   | 15.      |
| Philipp Fürst                                                                 | Talaj            | 18,65     | 30.       | kiesett  | kiesett  |
| Philipp Fürst                                                                 | Ugrás            | 18,95     | 30.       | kiesett  | kiesett  |
| Philipp Fürst                                                                 | Korlát           | 18,90     | 25.       | kiesett  | kiesett  |
| Philipp Fürst                                                                 | Nyújtó           | 18,60     | 42.       | kiesett  | kiesett  |
| Philipp Fürst                                                                 | Gyűrű            | 18,50     | 35.       | kiesett  | kiesett  |
| Philipp Fürst                                                                 | Lólengés         | 18,65     | 22.       | kiesett  | kiesett  |
| Philipp Fürst                                                                 | Egyéni összetett |           |           | 112,25   | 24.      |
| Erwin Koppe                                                                   | Talaj            | 18,45     | 46.       | kiesett  | kiesett  |
| Erwin Koppe                                                                   | Ugrás            | 18,75     | 54.       | kiesett  | kiesett  |
| Erwin Koppe                                                                   | Korlát           | 19,05     | 14.       | kiesett  | kiesett  |
| Erwin Koppe                                                                   | Nyújtó           | 18,80     | 29.       | kiesett  | kiesett  |
| Erwin Koppe                                                                   | Gyűrű            | 18,80     | 18.       | kiesett  | kiesett  |
| Erwin Koppe                                                                   | Lólengés         | 18,60     | 25.       | kiesett  | kiesett  |
| Erwin Koppe                                                                   | Egyéni összetett |           |           | 112,45   | 19.      |
| Klaus Köste                                                                   | Talaj            | 18,95     | 14.       | kiesett  | kiesett  |
| Klaus Köste                                                                   | Ugrás            | 19,10     | 19.       | kiesett  | kiesett  |
| Klaus Köste                                                                   | Korlát           | 19,00     | 18.       | kiesett  | kiesett  |
| Klaus Köste                                                                   | Nyújtó           | 18,90     | 21.       | kiesett  | kiesett  |
| Klaus Köste                                                                   | Gyűrű            | 18,25     | 49.       | kiesett  | kiesett  |
| Klaus Köste                                                                   | Lólengés         | 18,55     | 28.       | kiesett  | kiesett  |
| Klaus Köste                                                                   | Egyéni összetett |           |           | 112,75   | 18.      |
| Günter Lyhs                                                                   | Talaj            | 18,75     | 23.       | kiesett  | kiesett  |
| Günter Lyhs                                                                   | Ugrás            | 19,15     | 16.       | kiesett  | kiesett  |
| Günter Lyhs                                                                   | Korlát           | 18,80     | 30.       | kiesett  | kiesett  |
| Günter Lyhs                                                                   | Nyújtó           | 18,45     | 50.       | kiesett  | kiesett  |
| Günter Lyhs                                                                   | Gyűrű            | 18,55     | 31.       | kiesett  | kiesett  |
| Günter Lyhs                                                                   | Lólengés         | 18,00     | 72.       | kiesett  | kiesett  |
| Günter Lyhs                                                                   | Egyéni összetett |           |           | 111,70   | 29.      |
| Peter Weber                                                                   | Talaj            | 18,85     | 18.       | kiesett  | kiesett  |
| Peter Weber                                                                   | Ugrás            | 19,00     | 28.       | kiesett  | kiesett  |
| Peter Weber                                                                   | Korlát           | 18,75     | 40.       | kiesett  | kiesett  |
| Peter Weber                                                                   | Nyújtó           | 18,50     | 47.       | kiesett  | kiesett  |
| Peter Weber                                                                   | Gyűrű            | 18,85     | 16.       | kiesett  | kiesett  |
| Peter Weber                                                                   | Lólengés         | 18,40     | 40.       | kiesett  | kiesett  |
| Peter Weber                                                                   | Egyéni összetett |           |           | 112,35   | 21.*     |
| Siegfried Fülle Philipp Fürst Erwin Koppe Klaus Köste Günter Lyhs Peter Weber | Csapat összetett |           |           | 565,10   |          |

Női
| Versenyző                                                                             | Versenyszám      | Selejtező | Selejtező | Döntő    | Döntő    |
| Versenyző                                                                             | Versenyszám      | Pontszám  | Helyezés  | Pontszám | Helyezés |
| ------------------------------------------------------------------------------------- | ---------------- | --------- | --------- | -------- | -------- |
| Christel Felgner                                                                      | Talaj            | 18,499    | 39.       | kiesett  | kiesett  |
| Christel Felgner                                                                      | Ugrás            | 18,666    | 30.       | kiesett  | kiesett  |
| Christel Felgner                                                                      | Felemás korlát   | 18,499    | 33.       | kiesett  | kiesett  |
| Christel Felgner                                                                      | Gerenda          | 18,350    | 46.       | kiesett  | kiesett  |
| Christel Felgner                                                                      | Egyéni összetett |           |           | 74,014   | 35.      |
| Ingrid Föst                                                                           | Talaj            | 19,113    | 6.        | 19,266   | 5.       |
| Ingrid Föst                                                                           | Ugrás            | 19,000    | 8.        | kiesett  | kiesett  |
| Ingrid Föst                                                                           | Felemás korlát   | 18,666    | 21.       | kiesett  | kiesett  |
| Ingrid Föst                                                                           | Gerenda          | 18,666    | 26.       | kiesett  | kiesett  |
| Ingrid Föst                                                                           | Egyéni összetett |           |           | 75,465   | 12.      |
| Karin Mannewitz                                                                       | Talaj            | 18,666    | 25.       | kiesett  | kiesett  |
| Karin Mannewitz                                                                       | Ugrás            | 18,432    | 50.       | kiesett  | kiesett  |
| Karin Mannewitz                                                                       | Felemás korlát   | 18,699    | 20.       | kiesett  | kiesett  |
| Karin Mannewitz                                                                       | Gerenda          | 18,566    | 31.       | kiesett  | kiesett  |
| Karin Mannewitz                                                                       | Egyéni összetett |           |           | 74,363   | 31.      |
| Birgit Radochla                                                                       | Talaj            | 19,199    | 5.        | 19,299   | 4.       |
| Birgit Radochla                                                                       | Ugrás            | 19,366    | 2.        | 19,283   | *        |
| Birgit Radochla                                                                       | Felemás korlát   | 18,933    | 14.       | kiesett  | kiesett  |
| Birgit Radochla                                                                       | Gerenda          | 18,933    | 9.        | kiesett  | kiesett  |
| Birgit Radochla                                                                       | Egyéni összetett |           |           | 76,431   | 4.       |
| Ute Starke                                                                            | Talaj            | 18,933    | 13.       | kiesett  | kiesett  |
| Ute Starke                                                                            | Ugrás            | 19,100    | 6.        | 19,116   | 6.       |
| Ute Starke                                                                            | Felemás korlát   | 18,866    | 15.       | kiesett  | kiesett  |
| Ute Starke                                                                            | Gerenda          | 18,733    | 17.       | kiesett  | kiesett  |
| Ute Starke                                                                            | Egyéni összetett |           |           | 75,632   | 10.      |
| Barbara Stolz                                                                         | Talaj            | 18,266    | 49.       | kiesett  | kiesett  |
| Barbara Stolz                                                                         | Ugrás            | 18,532    | 40.       | kiesett  | kiesett  |
| Barbara Stolz                                                                         | Felemás korlát   | 18,366    | 39.       | kiesett  | kiesett  |
| Barbara Stolz                                                                         | Gerenda          | 18,266    | 49.       | kiesett  | kiesett  |
| Barbara Stolz                                                                         | Egyéni összetett |           |           | 73,430   | 44.      |
| Christel Felgner Ingrid Föst Karin Mannewitz Birgit Radochla Ute Starke Barbara Stolz | Csapat összetett |           |           | 376,038  | 4.       |

* - egy másik versenyzővel azonos eredményt ért el

## Úszás
Férfi
| Versenyző                                                                   | Versenyszám            | Előfutam | Előfutam | Előfutam | Elődöntő | Elődöntő | Elődöntő | Döntő   | Döntő    |
| Versenyző                                                                   | Versenyszám            | Idő      | Hely.    | Össz.    | Idő      | Hely.    | Össz.    | Idő     | Helyezés |
| --------------------------------------------------------------------------- | ---------------------- | -------- | -------- | -------- | -------- | -------- | -------- | ------- | -------- |
| Uwe Jacobsen                                                                | 100 m gyors            | 55,6     | 3.       | 14.**    | 54,8     | 3.       | 7.*      | 55,6    | 8.       |
| Hans-Joachim Klein                                                          | 100 m gyors            | 55,3     | 1.       | 9.       | 54,4     | 2.       | 6.       | 54,0    |          |
| Horst Löffler                                                               | 100 m gyors            | 55,6     | 4.       | 14.**    | 56,0     | 7.       | 19.      | kiesett | kiesett  |
| Martin Klink                                                                | 400 m gyors            | 4:29,1   | 4.       | 19.      |          |          |          | kiesett | kiesett  |
| Wolfgang Kremer                                                             | 400 m gyors            | 4:29,9   | 3.       | 22.      |          |          |          | kiesett | kiesett  |
| Frank Wiegand                                                               | 400 m gyors            | 4:17,2   | 1.       | 3.       |          |          |          | 4:14,9  |          |
| Heinz Junga                                                                 | 1500 m gyors           | 18:08,7  | 5.       | 19.      |          |          |          | kiesett | kiesett  |
| Holger Kirschke                                                             | 1500 m gyors           | 18:01,6  | 4.       | 15.      |          |          |          | kiesett | kiesett  |
| Jürgen Dietze                                                               | 200 m hát              | 2:20,4   | 3.       | 19.      | kiesett  | kiesett  | kiesett  | kiesett | kiesett  |
| Ernst-Joachim Küppers                                                       | 200 m hát              | 2:17,9   | 2.       | 12.      | 2:15,4   | 2.       | 4.       | 2:15,7  | 5.       |
| Wolfgang Wagner                                                             | 200 m hát              | 2:18,5   | 4.       | 14.      | 2:20,2   | 7.       | 15.      | kiesett | kiesett  |
| Egon Henninger                                                              | 200 m mell             | 2:30,1   | 1.       | 1.       | 2:33,3   | 3.       | 6.       | 2:31,1  | 5.       |
| Klaus Katzur                                                                | 200 m mell             | 2:36,7   | 3.       | 13.      | 2:37,3   | 7.       | 13.      | kiesett | kiesett  |
| Willi Messner                                                               | 200 m mell             | 2:36,0   | 3.       | 11.      | 2:35,5   | 6.       | 12.      | kiesett | kiesett  |
| Werner Freitag                                                              | 200 m pillangó         | 2:16,9   | 4.       | 15.      | 2:13,5   | 6.       | 10.      | kiesett | kiesett  |
| Hermann Lotter                                                              | 200 m pillangó         | 2:18,2   | 4.       | 20.      | kiesett  | kiesett  | kiesett  | kiesett | kiesett  |
| Wolfgang Platzeck                                                           | 200 m pillangó         | 2:18,7   | 5.       | 22.      | kiesett  | kiesett  | kiesett  | kiesett | kiesett  |
| Gerhard Hetz                                                                | 400 m vegyes           | 4:57,6   | 1.       | 2.       |          |          |          | 4:51,0  |          |
| Dieter Pfeifer                                                              | 400 m vegyes           | 5:05,2   | 4.       | 9.       |          |          |          | kiesett | kiesett  |
| Stefan Weinrich                                                             | 400 m vegyes           | 5:07,8   | 4.       | 13.      |          |          |          | kiesett | kiesett  |
| Horst Löffler Frank Wiegand Uwe Jacobsen Hans-Joachim Klein                 | 4 × 100 m gyorsváltó   | 3:41,0   | 2.       | 3.       |          |          |          | 3:37,2  |          |
| Horst-Günter Gregor Gerhard Hetz Frank Wiegand Hans-Joachim Klein           | 4 × 200 m gyorsváltó   | 8:09,7   | 1.       | 2.       |          |          |          | 7:59,3  |          |
| Ernst-Joachim Küppers Egon Henninger Horst-Günter Gregor Hans-Joachim Klein | 4 × 100 m vegyes váltó | 4:06,6   | 1.       | 2.       |          |          |          | 4:01,6  |          |

Női
| Versenyző                                                         | Versenyszám            | Előfutam | Előfutam | Előfutam | Elődöntő     | Elődöntő     | Elődöntő     | Döntő    | Döntő    |
| Versenyző                                                         | Versenyszám            | Idő      | Hely.    | Össz.    | Idő          | Hely.        | Össz.        | Idő      | Helyezés |
| ----------------------------------------------------------------- | ---------------------- | -------- | -------- | -------- | ------------ | ------------ | ------------ | -------- | -------- |
| Traudi Beierlein                                                  | 100 m gyors            | 1:05,4   | 5.       | 31.      | kiesett      | kiesett      | kiesett      | kiesett  | kiesett  |
| Rita Schumacher                                                   | 100 m gyors            | 1:03,5   | 2.       | 12.*     | visszalépett | visszalépett | visszalépett | kiesett  | kiesett  |
| Martina Grunert                                                   | 100 m gyors            | 1:03,1   | 2.       | 10.      | 1:03,1       | 5.           | 12.          | kiesett  | kiesett  |
| Martina Grunert                                                   | 400 m gyors            | 4:57,7   | 2.       | 13.      |              |              |              | kiesett  | kiesett  |
| Heidi Pechstein                                                   | 400 m gyors            | 5:01,4   | 4.       | 14.      |              |              |              | kiesett  | kiesett  |
| Jutta Wanke                                                       | 400 m gyors            | 5:01,7   | 4.       | 15.      |              |              |              | kiesett  | kiesett  |
| Petra Nerger                                                      | 100 m hát              | 1:12,1   | 3.       | 18.      |              |              |              | kiesett  | kiesett  |
| Ingrid Schmidt                                                    | 100 m hát              | 1:11,1   | 3.       | 9.*      |              |              |              | kiesett  | kiesett  |
| Helga Schmidt-Neuber                                              | 100 m hát              | 1:11,4   | 4.       | 12.*     |              |              |              | kiesett  | kiesett  |
| Bärbel Grimmer                                                    | 200 m mell             | 2:48,6   | 1.       | 2.       |              |              |              | 2:51,0   | 6.       |
| Ursula Küper                                                      | 200 m mell             | 2:50,1   | 4.       | 6.       |              |              |              | 2:53,9   | 8.       |
| Wiltrud Urselmann                                                 | 200 m mell             | 2:53,2   | 3.       | 10.      |              |              |              | kiesett  | kiesett  |
| Ursel Brunner                                                     | 100 m pillangó         | 1:13,6   | 6.       | 26.      | kiesett      | kiesett      | kiesett      | kiesett  | kiesett  |
| Heike Hustede-Nagel                                               | 100 m pillangó         | 1:10,5   | 3.       | 14.      | 1:08,8       | 5.           | 8.           | 1:08,5   | 6.       |
| Ute Noack                                                         | 100 m pillangó         | 1:09,2   | 2.       | 7.       | 1:09,3       | 5.           | 10.          | kiesett  | kiesett  |
| Harriet Blank                                                     | 400 m vegyes           | 5:42,4   | 4.       | 14.      |              |              |              | kiesett  | kiesett  |
| Veronika Holletz                                                  | 400 m vegyes           | 5:26,8   | 1.       | 2.       |              |              |              | 5:25,6   | 4.       |
| Helga Zimmermann                                                  | 400 m vegyes           | 5:38,9   | 4.       | 11.      |              |              |              | kiesett  | kiesett  |
| Martina Grunert Traudi Beierlein Rita Schumacher Heidi Pechstein  | 4 × 100 m gyorsváltó   | 4:14,9   | 3.       | 6.*      |              |              |              | 4:15,0   | 6.       |
| Ingrid Schmidt Bärbel Grimmer Heike Hustede-Nagel Martina Grunert | 4 × 100 m vegyes váltó | 4:43,2   | 2.       | 4.       |              |              |              | kizárták | kizárták |

* - egy másik versenyzővel/váltóval azonos időt ért el

** - öt másik versenyzővel azonos időt ért el

## Vitorlázás
Nyílt
| Versenyző                                       | Versenyszám     | Futam | Futam | Futam | Futam | Futam | Futam | Futam | Pontszám | Helyezés |
| Versenyző                                       | Versenyszám     | 1     | 2     | 3     | 4     | 5     | 6     | 7     | Pontszám | Helyezés |
| ----------------------------------------------- | --------------- | ----- | ----- | ----- | ----- | ----- | ----- | ----- | -------- | -------- |
| Wilhelm Kuhweide                                | Finn dingi      | 1318  | 1620  | 1017  | (841) | 921   | 1142  | 1620  | 7638     |          |
| Karsten Meyer Bruno Splieth                     | Csillaghajó     | 632   | 854   | 729   | 854   | (553) | 553   | 553   | 4175     | 6.       |
| Dietmar Gedde Eberhard Reschwamm                | Repülő hollandi | (193) | 469   | 645   | 382   | 520   | 423   | 344   | 2783     | 13.      |
| Fritz Kopperschmidt Herbert Reich Eckart Wagner | 5,5 méteres     | 131   | 374   | 499   | (101) | 675   | 578   | 800   | 3057     | 5.       |
| Peter Ahrendt Wilfried Lorenz Ulrich Mense      | Sárkányhajó     | 560   | (463) | 618   | 1463  | 1162  | 861   | 1162  | 5826     |          |

## Vívás
Férfi
| Versenyző                                                                     | Versenyszám       | Csoportkör | Csoportkör | Csoportkör | Csoportkör | Elődöntő                        | Elődöntő                      | Elődöntő                                       | Döntő                                                                  | Helyezés    |
| Versenyző                                                                     | Versenyszám       | 1. kör | 1. kör     | 2. kör | 2. kör     | 3. kör                          | 4. kör                        | 5. kör                                         | Döntő                                                                  | Helyezés    |
| Versenyző                                                                     | Versenyszám       | Ellenfél Eredmény | Hely.      | Ellenfél Eredmény | Hely.      | Ellenfél Eredmény               | Ellenfél Eredmény             | Ellenfél Eredmény                              | Ellenfél Eredmény                                                      | Helyezés    |
| ----------------------------------------------------------------------------- | ----------------- | --- | ---------- | --- | ---------- | ------------------------------- | ----------------------------- | ---------------------------------------------- | ---------------------------------------------------------------------- | ----------- |
| Jürgen Brecht                                                                 | Tőr, egyéni       | D. csoport · Mark Midler (URS) · 4-5 · Szabó Sándor (HUN) · 5-3 · Nasser Madani (IRI) · 5-2 · Emilio Echeverry (COL) · 5-1 · Robert Foxcroft (CAN) · 5-1 | 2.         | F. csoport · Ókava Heizaburó (JPN) · 3-5 · Jean-Claude Magnan (FRA) · 5-1 · Kamuti Jenő (HUN) · 5-4 · Ignacio Posada (COL) · 5-2 · Sameh Rahman (RAU) · 2-5                                                                  | 3.         | Viktor Zsdanovics (URS) · 6-10  | kiesett                       | kiesett                                        | kiesett                                                                | 17.         |
| Tim Gerresheim                                                                | Tőr, egyéni       | H. csoport · Haukler István (ROU) · 3-5 · Witold Woyda (POL) · 3-5 · Pasquale La Ragione (ITA) · 4-5 · Brian McCowage (AUS) · 5-3 · Dibier Tamayo (COL) · 5-0 · Ronnie Theseira (MAS) · 5-0                                                                               | 4.         | D. csoport · Daniel Revenu (FRA) · 5-4 · Herbert Cohen (USA) · 5-2 · Mano Kazuo (JPN) · 5-3 · Tănase Mureșanu (ROU) · 5-3 · Pasquale La Ragione (ITA) · 5-3                                                                  | 1.         | erőnyerő                        | Mano Kazuo (JPN) · 10-4       | Daniel Revenu (FRA) · 5-10                     | Az 5–6. helyért · Szabó Sándor (HUN) · 10-6 · Kamuti Jenő (HUN) · 4-10 | 6.          |
| Dieter Schmitt                                                                | Tőr, egyéni       | I. csoport · Tănase Mureșanu (ROU) · 5-2 · Albert Axelrod (USA) · 5-3 · Adolfo Bisellach (ARG) · 5-3 · Viktor Zsdanovics (URS) · 4-5 · Kim Mansik (Kim Man-Sig) (KOR) · 2-5                                                                                               | 3.         | C. csoport · Roland Losert (AUT) · 5-4 · Mohamed Gamil El-Kalyoubi (RAU) · 5-2 · Nicola Granieri (ITA) · 5-2 · Viktor Zsdanovics (URS) · 4-5 · Haukler István (ROU) · 2-5                                                    | 2.         | Szabó Sándor (HUN) · 2-10       | kiesett                       | kiesett                                        | kiesett                                                                | 17.         |
| Paul Gnaier                                                                   | Párbajtőr, egyéni | B. csoport · Hrihorij Krissz (URS) · 3-5 · Hassan El-Said (LIB) · 5-4 · Ókava Heizaburó (JPN) · 5-1 · René Van Den Driessche (BEL) · 5-4 · Trần Văn Xuan (VIE) · 5-1 · Michael Ryan (IRL) · 5-4 · Yves Dreyfus (FRA) · 2-5                                                | 2.         | C. csoport · Gianluigi Saccaro (ITA) · 2-5 · Jacques Guittet (FRA) · 1-5 · Michel Steininger (SUI) · 5-4 · Marcus Leyrer (AUT) · 5-5 · Peter Jacobs (GBR) · 5-1 · Sin Duho (Sin Du-Ho) (KOR) · 5-0                           | 4.         | Gianluigi Saccaro (ITA) · 4-10  | kiesett                       | kiesett                                        | kiesett                                                                | 17.         |
| Dietrich Hecke                                                                | Párbajtőr, egyéni | E. csoport · Claude Bourquard (FRA) · 2-5 · Walter Bar (SUI) · 3-5 · Alberto Pellegrino (ITA) · 5-3 · Göran Abrahamsson (SWE) · 5-2 · Sergio Vergara (CHI) · 5-0 · Dibier Tamayo (COL) · 5-2 · Houshmand Almasi (IRI) · 5-4 · Han Mjongszok (Han Myeong-Seok) (KOR) · 4-5 | 5.         | D. csoport · Bohdan Gonsior (POL) · 3-5 · Nemere Zoltán (HUN) · 4-5 · Rudolf Trost (AUT) · 5-4 · Bruno Habārovs (URS) · 5-3 · Ókava Heizaburó (JPN) · 5-4 · Claudio Polledri (SUI) · 4-5                                     | 4.         | Alberto Pellegrino (ITA) · 10-9 | Bohdan Gonsior (POL) · 5-10   | kiesett                                        | kiesett                                                                | 9.          |
| Franz Rompza                                                                  | Párbajtőr, egyéni | F. csoport · Kulcsár Győző (HUN) · 5-3 · Giuseppe Delfino (ITA) · 5-3 · Marcus Leyrer (AUT) · 5-3 · Ivan Lund (AUS) · 5-4 · Robert Foxcroft (CAN) · 5-4 · Ernesto Sastre (COL) · 5-1 · Allan Jay (GBR) · 2-5                                                              | 1.         | F. csoport · Henryk Nielaba (POL) · 1-5 · Walter Bar (SUI) · 5-3 · John Humphreys (AUS) · 5-1 · Allan Jay (GBR) · 5-2 · Paul Pesthy (USA) · 5-2                                                                              | 2.         | erőnyerő                        | Jacques Guittet (FRA) · 10-10 | Bill Hoskyns (GBR) · 5-10                      | Az 5–6. helyért · Claude Bourquard (FRA) · 8-10                        | 7.          |
| Walter Köstner                                                                | Kard, egyéni      | F. csoport · Marcel Parent (FRA) · 2-5 · Emil Ochyra (POL) · 3-5 · Alexander Leckie (GBR) · 5-2 · Henry Sommerville (AUS) · 5-2 · John Bouchier-Hayes (IRL) · 5-1 | 3.         | C. csoport · Mark Rakita (URS) · 3-5 · Claude Arabo (FRA) · 1-5 · Örley Tamás (USA) · 5-4 · Andrzej Piątkowski (POL) · 5-1 · Alberto Lanteri (ARG) · 5-3 · Kitao Teruhiro (JPN) · 5-0 · Pierluigi Chicca (ITA) · 2-5         | 3.         | Jerzy Pawłowski (POL) · 10-9    | Jakov Rilszkij (URS) · 5-10   |                                                | Az 5–6. helyért · Emil Ochyra (POL) · 5-10                             | 7.          |
| Jürgen Theuerkauff                                                            | Kard, egyéni      | D. csoport · Bakonyi Péter (HUN) · 3-5 · Keresztes Attila (USA) · 4-5 · Kitao Teruhiro (JPN) · 5-2 · Emilio Echeverry (COL) · 5-2 · Nasser Madani (IRI) · 5-1 | 3.         | B. csoport · Jerzy Pawłowski (POL) · 2-5 · Umjar Mavlihanov (URS) · 3-5 · Jacques Lefèvre (FRA) · 2-5 · Kovács Attila (HUN) · 5-4 · Ion Drîmbă (ROU) · 5-3 · Alexander Leckie (GBR) · 5-2 · Sibata Szeidzsi (JPN) · 2-5      | 6.         | kiesett                         | kiesett                       |                                                | kiesett                                                                | helyezetlen |
| Dieter Wellmann                                                               | Kard, egyéni      | E. csoport · Mark Rakita (URS) · 3-5 · Jacques Lefèvre (FRA) · 1-5 · Funamizu Micujuki (JPN) · 2-5 · Richard Oldcorn (GBR) · 5-4 · Bizhan Zarnegar (IRI) · 5-1 · Trần Văn Xuan (VIE) · 5-2                                                                                | 4.         | A. csoport · Jakov Rilszkij (URS) · 5-4 · Pézsa Tibor (HUN) · 5-4 · Wladimiro Calarese (ITA) · 5-3 · Keresztes Attila (USA) · 5-0 · Octavian Vintilă (ROU) · 5-0 · Marcel Parent (FRA) · 4-5 · Funamizu Micujuki (JPN) · 4-5 | 2.         | Kovács Attila (HUN) · 10-9      | Claude Arabo (FRA) · 6-10     |                                                | Az 5–6. helyért · Marcel Parent (FRA) · 9-10                           | 7.          |
| Jürgen Brecht Tim Gerresheim Eberhard Mehl Jürgen Theuerkauff Dieter Wellmann | Tőr, csapat       | D. csoport · Kolumbia (COL) · 9-0 · Irán (IRI) · 14-2 | 2.         | |            |                                 | Szovjetunió (URS) · 3-9       | Az 5–6. helyért · Olaszország (ITA) · 9-5      | Az 5. helyért · Románia (ROU) · 8 (60)-8 (57)                          | 5.          |
| Max Geuter Paul Gnaier Franz Rompza Haakon Stein Volkmar Würtz                | Párbajtőr, csapat | D. csoport · Egyesült Államok (USA) · 9-6 · Nagy-Britannia (GBR) · 8 (62)-8 (66) | 1.         | |            | erőnyerő                        | Franciaország (FRA) · 4-8     | Az 5–6. helyért · Szovjetunió (URS) · 8-3      | Az 5. helyért · Lengyelország (POL) · 8 (62)-8 (66)                    | 6.          |
| Klaus Allisat Percy Borucki Walter Köstner Jürgen Theuerkauff Dieter Wellmann | Kard, csapat      | D. csoport · Irán (IRI) · 9-3 | 2.         | |            |                                 | Lengyelország (POL) · 6-9     | Az 5–6. helyért · Egyesült Államok (USA) · 9-5 | Az 5. helyért · Magyarország (HUN) · 3-9                               | 6.          |

Női
| Versenyző                                                        | Versenyszám | Csoportkör | Csoportkör | Csoportkör | Csoportkör | Elődöntő                            | Elődöntő                                | Döntő | Helyezés    |
| Versenyző                                                        | Versenyszám | 1. kör | 1. kör     | 2. kör | 2. kör     | 3. kör                              | 4. kör                                  | Döntő | Helyezés    |
| Versenyző                                                        | Versenyszám | Ellenfél Eredmény | Hely.      | Ellenfél Eredmény | Hely.      | Ellenfél Eredmény                   | Ellenfél Eredmény                       | Ellenfél Eredmény | Helyezés    |
| ---------------------------------------------------------------- | ----------- | --- | ---------- | --- | ---------- | ----------------------------------- | --------------------------------------- | --- | ----------- |
| Helga Mees                                                       | Tőr, egyéni | A. csoport · Harriet King (USA) · 2-4 · Rejtő Ildikó (HUN) · 4-3 · Cathérine Rousselet-Ceretti (FRA) · 4-3 · Jan Redman (AUS) · 4-1 · Sin Gvangszuk (Sin Gwang-Suk) (KOR) · 4-3 · Christina Wahlberg (SWE) · 1-4 | 3.         | B. csoport · Szabó Orbán Olga (ROU) · 0-4 · Valentyina Rasztvorova (URS) · 1-4 · Dömölky Lídia (HUN) · 1-4 · Ginette Rossini (LUX) · 4-2 · Shirley Netherway (GBR) · 4-3 · Rájátszás: · Ginette Rossini (LUX) · 4-0                           | 4.         | Dömölky Lídia (HUN) · 8-5           | Cathérine Rousselet-Ceretti (FRA) · 8-6 | Rejtő Ildikó (HUN) · 4-2 · Galina Gorohova (URS) · 4-3 · Antonella Ragno (ITA) · 0-4 · Rájátszás: · Rejtő Ildikó (HUN) · 0-4 · Antonella Ragno (ITA) · 4-2 |             |
| Heidi Schmid                                                     | Tőr, egyéni | F. csoport · Giovanna Masciotta (ITA) · 3-4 · Janet Wardell-Yerburgh (GBR) · 4-2 · María Romano (ARG) · 4-1 · Annick Level (FRA) · 4-1 · Valentyina Prudszkova (URS) · 1-4                                       | 3.         | C. csoport · Antonella Ragno (ITA) · 2-4 · María Romano (ARG) · 4-1 · Mary Watts-Tobin (GBR) · 4-3 · Óvada Tomoko (JPN) · 4-2 · Brigitte Gapais-Dumont (FRA) · 4-2                                                                            | 2.         | Juhász Katalin (HUN) · 4-8          | kiesett                                 | kiesett | 9.          |
| Rosemarie Scherberger                                            | Tőr, egyéni | D. csoport · Galina Gorohova (URS) · 2-4 · Szabó Orbán Olga (ROU) · 2-4 · Shirley Netherway (GBR) · 4-2 · Janice-Lee York-Romary (USA) · 4-3 · Takeucsi Josie (JPN) · 2-4                                        | 3.         | D. csoport · Galina Gorohova (URS) · 1-4 · Ana Derșidan-Ene-Pascu (ROU) · 0-4 · Rejtő Ildikó (HUN) · 4-3 · Giovanna Masciotta (ITA) · 4-3 · Kerstin Palm (SWE) · 3-4 · Rájátszás: · Giovanna Masciotta (ITA) · 1-4 · Rejtő Ildikó (HUN) · 1-4 | 5.         | kiesett                             | kiesett                                 | kiesett | helyezetlen |
| Helga Mees Heidi Schmid Rosemarie Scherberger Gudrun Theuerkauff | Tőr, csapat | C. csoport · Japán (JPN) · 12-4 · Ausztrália (AUS) · 9-6 | 2.         | |            | Franciaország (FRA) · 8 (46)-8 (40) | Magyarország (HUN) · 6-9                | Bronzmérkőzés · Olaszország (ITA) · 9-5 |             |

## Vízilabda
| Egyesült Német Csapat férfi vízilabdacsapat-játékoskeret                                                | Egyesült Német Csapat férfi vízilabdacsapat-játékoskeret                   |
| --- | -------------------------------------------------------------------------- |
| - Siegfried Ballerstedt - Hubert Höhne - Jürgen Kluge - Heinz Máder - Klaus Schlenkrich - Peter Schmidt | - Klaus Schulze - Edgar Thiele - Jürgen Thiel - Dieter Vohs - Heinz Wittig |

### Eredmények
Csoportkör
B csoport
| Csapat                      | M | Gy | D | V | G+ | G– | Gk | P |
| --------------------------- | - | -- | - | - | -- | -- | -- | - |
| Szovjetunió (URS)           | 2 | 2  | 0 | 0 | 9  | 2  | +7 | 4 |
| Egyesült Német Csapat (EUA) | 2 | 1  | 0 | 1 | 5  | 4  | +1 | 2 |
| Ausztrália (AUS)            | 2 | 0  | 0 | 2 | 1  | 9  | –8 | 0 |

| 1964. október 12. 11:10 | Szovjetunió (URS)    | 3 – 2 | Egyesült Német Csapat (EUA) |  |
| 1964. október 12. 11:10 | (1–2, 0–0, 1–0, 1–0) |       |                             |  |
| 1964. október 12. 11:10 | Bortkevics 2         |       | Vohs 2                      |  |

| 1964. október 13. 16:30 | Ausztrália (AUS)     | 1 – 3 | Egyesült Német Csapat (EUA) |  |
| 1964. október 13. 16:30 | (0–1, 1–0, 0–2, 0–0) |       |                             |  |
| 1964. október 13. 16:30 | Mills 1              |       | három játékos 1             |  |

Középdöntő
A/B csoport
A táblázat tartalmazza a B csoportban lejátszott Szovjetunió – Egyesült Német Csapat 3–2-es eredményt.
| Csapat                      | M | Gy | D | V | G+ | G– | Gk | P |
| --------------------------- | - | -- | - | - | -- | -- | -- | - |
| Szovjetunió (URS)           | 3 | 2  | 1 | 0 | 7  | 4  | +3 | 5 |
| Olaszország (ITA)           | 3 | 2  | 0 | 1 | 6  | 6  | 0  | 4 |
| Románia (ROU)               | 3 | 1  | 1 | 1 | 10 | 10 | 0  | 3 |
| Egyesült Német Csapat (EUA) | 3 | 0  | 0 | 3 | 7  | 10 | –3 | 0 |

| 1964. október 14. 15:20 | Románia (ROU)        | 5 – 4 | Egyesült Német Csapat (EUA) |  |
| 1964. október 14. 15:20 | (0–0, 1–1, 2–0, 2–3) |       |                             |  |
| 1964. október 14. 15:20 | öt játékos 1         |       | négy játékos 1              |  |

| 1964. október 15. 13:00 | Olaszország (ITA)    | 2 – 1 | Egyesült Német Csapat (EUA) |  |
| 1964. október 15. 13:00 | (0–0, 0–0, 1–0, 1–1) |       |                             |  |
| 1964. október 15. 13:00 | Cevasco, Spinola 1   |       | Schlenkrich 1               |  |

5–8. helyért
| 1964. október 17. 15:20 | Egyesült Német Csapat (EUA) | 5 – 3 | Belgium (BEL) |  |
| 1964. október 17. 15:20 | (0–1, 1–1, 1–1, 3–0)        |       |               |  |
| 1964. október 17. 15:20 | J. Thiel 3                  |       | De Wilde 2    |  |

| 1964. október 18. 14:40 | Egyesült Német Csapat (EUA) | 5 – 4 | Hollandia (NED) |  |
| 1964. október 18. 14:40 | (0–1, 2–0, 0–1, 3–2)        |       |                 |  |
| 1964. október 18. 14:40 | Vohs 3                      |       | der Voet 2      |  |

A táblázat tartalmazza a középdöntőben lejátszott Románia – Egyesült Német Csapat 5–4-es eredményt.
| Csapat                      | M | Gy | D | V | G+ | G– | Gk | P |
| --------------------------- | - | -- | - | - | -- | -- | -- | - |
| Románia (ROU)               | 3 | 2  | 0 | 1 | 14 | 10 | +4 | 4 |
| Egyesült Német Csapat (EUA) | 3 | 2  | 0 | 1 | 14 | 12 | +2 | 4 |
| Belgium (BEL)               | 3 | 1  | 0 | 2 | 13 | 15 | –2 | 2 |
| Hollandia (NED)             | 3 | 1  | 0 | 2 | 12 | 16 | –4 | 2 |

| Csapat                      | Helyezés |
| --------------------------- | -------- |
| Egyesült Német Csapat (EUA) | 6.       |